# Prenomi nelle lingue romanze

## Nomi maschili

### A
| Italiano           | Corso             | Francese          | Occitano     | Catalano             | Spagnolo         | Gallego           | Portoghese         | Romeno             | Romancio        | Latino       | Piemontese               |
| ------------------ | ----------------- | ----------------- | ------------ | -------------------- | ---------------- | ----------------- | ------------------ | ------------------ | --------------- | ------------ | ------------------------ |
| Abdone             |                   | Abdon             |              | Abdó                 | Abdón            |                   | Abdão              |                    |                 | Abdon        | Adon                     |
| Abelardo           |                   | Abélard           |              | Abelard              | Abelardo         | Abelardo          | Abelardo           | Abelard            |                 | Abelardus    | Ablard                   |
| Abele              | Abele             | Abel              |              | Abel                 | Abel             | Abel              | Abel               | Abel               |                 | Abel         | Abel                     |
| Abramo             | Abramu            | Abraham           |              | Abram                | Abraham          | Abraam            | Abraão             | Avraam             |                 | Abraham      | Bram                     |
| Achille            |                   | Achille           |              | Aquil•les, Aquil•leu | Aquiles          | Aquiles           | Aquiles            | Ahile              |                 | Achilles     | Achij                    |
| Adalberto          | Adalbertu         | Adalbert          |              | Adalbert             | Adalberto        | Adalberto         | Adalberto          | Adalbert           |                 | Adalbertus   | Adalbert                 |
| Adamo              |                   | Adam              | Adam         | Adam                 | Adán             | Adán              | Adão               | Adam               |                 | Adam         | Adam                     |
| Ademaro            |                   | Adémar, Aimar     | Ademar       | Ademar               | Ademar           | Ademar            | Ademar             |                    |                 | Ademarus     | Adèmer                   |
| Adeodato           |                   | Adéodat           | Adeodat      | Adeodat              | Adeodato         | Adeodato          | Adeodato           | Adeodat            |                 | Adeodatus    | Adeodàit                 |
| Adolfo             | Adolfu            | Adolphe           | Adòlf        | Adolf                | Adolfo           | Adolfo            | Adolfo             | Adolf              |                 | Adolfus      | Adolf                    |
| Adone              |                   | Adonis            |              | Adonis               | Adonis           | Adonis            | Adônis             | Adonis             |                 | Adonis       | Adon                     |
| Adriano            | Adrianu           | Adrien            | Adrian       | Adrià                | Adriàn           | Hadriano          | Adriano            | Adrian             |                 | Hadrianus    | Adrian                   |
| Agapito            |                   | Agapet            | Agapet       | Agapit               | Agapito          | Agapito           | Agapito            | Agapet             |                 | Agapetus     | Agapè                    |
| Agatone            |                   | Agathon           | Agathon      | Agàton, Agató        | Agatón           | Agatón            | Agatão             | Agaton             |                 | Agatho       | Agaton                   |
| Aiace              |                   | Ajax              |              | Àiax                 | Áyax             | Áiax              | Ájax               | Aiax               |                 | Aiax         | Ajas                     |
| Aimone             |                   | Aymon             |              | Aimó                 | Aimone           |                   | Aimone             | Aimon              |                 | Aimo         | Ajmon                    |
| Alarico            |                   | Alaric            | Alaric       | Alaric               | Alarico          | Alarico           | Alarico            | Alaric             |                 | Alaricus     | Alàrich/Alarìgh          |
| Albano             | Albanu            | Alban             | Auban, Alban | Albà                 | Albano           | Albano            | Albano             | Alban              |                 | Albanus      | Alban                    |
| Alberico           |                   | Alberic           | Albéric      | Alberic              | Alberico         | Alberico          | Alberico           | Alberic            |                 | Albericus    | Álbrich/Alberìgh         |
| Alberto            | Albertu           | Albert            | Albèrt       | Albert               | Alberto          | Alberte           | Alberto            | Albert             |                 | Albertus     | Albert                   |
| Albino             | Albinu            | Albin, Aubin      | Albin        | Albí                 | Albino           | Albino            | Albino             | Albin              |                 | Albinus      | Albin                    |
| Alcide             |                   | Alcide            |              | Alcides              | Alcides          | Alcides           | Alcides            |                    |                 | Alcides      |                          |
| Aldo               |                   | Alde              |              |                      | Aldo             | Aldo              | Aldo               | Aldo               |                 | Aldus        | Ald                      |
| Alessandro, Sandro | Lisandru          | Alexandre         | Alexandre    | Alexandre            | Alejandro        | Alexandre         | Alexandre          | Alexandru          |                 | Alexander    | Lissànder                |
| Alessio            | Alesiu            | Alexis            | Alèxis       | Aleix                | Alejo            | Aleixo            | Aléxio             | Alexie             |                 | Alexis       | Lessi                    |
| Alfeo              |                   | Alphée            |              | Alfeu                | Afeo             | Alfeo             | Alfeu              | Alfeu              |                 | Alphaeus     | Alfè                     |
| Alfonso            | Alfonsu           | Alphonse          | Anfós        | Alfons, Alfós        | Al(f)onso        | Afonso            | Afonso             | Alfons             |                 | Alphonsus    | Alfons                   |
| Alfredo            |                   | Alfred            | Aufrèd       | Alfred               | Alfredo          | Alfredo           | Alfredo            | Alfred             |                 | Alfredus     | Alfrè                    |
| Aloisio, Alvise    |                   | Aloïs             | Alòi         | Aloi                 | Aloisio          |                   | Aloísio            | Alois              | Aluis           | Aloisius     | Alovisi                  |
| Alvaro             |                   | Alvare            |              | Àlvar                | Álvaro           | Álvaro            | Álvaro             |                    |                 | Alvarus      | Álver                    |
| Ambrogio           | Ambrosgiu         | Ambroise          | Ambròsi      | Ambròs, Ambrosi      | Ambrosio         | Ambrosio          | Ambrósio           | Ambrosiu, Ambrozie | Ambrosi         | Ambrosius    | Ambreus                  |
| Amedeo             | Amadeu            | Amédée            | Amadèu       | Amadeu               | Amadeo           | Amadeo            | Amadeu             | Amadeu             |                 | Amadeus      | Medè                     |
| Amerigo            |                   | Aymeric, Émeric   |              | Amèric, Eimeric      | Américo          | Américo           | Américo, Emerico   | Emeric             |                 | Americus     | Mèrich                   |
| Amilcare           |                   | Hamilcar          | Amilcar      | Amílcar              | Amílcar          | Amílcar           | Amílcar            | Amilcar            |                 | Hamilcar     | Amìlcher                 |
| Amos               |                   | Amos              |              | Amós                 | Amós             | Amós              | Amós               | Amos               |                 | Amos         | Amòs                     |
| Anacleto           | Anacletu          | Anaclet           | Anaclet      | Anaclet              | Anacleto         | Anacleto          | Anacleto           | Anaclet            |                 | Anacletus    | Anclet                   |
| Anastasio          |                   | Anastase          | Anastasi     | Anastasi             | Anastasio        | Anastasio         | Anastácio          | Anastasie          |                 | Anastasius   | Anastasi                 |
| Anatolio           |                   | Anatole           |              | Anatoli              | Anatolio         | Anatolio          | Anatólio           | Anatol             |                 | Anatolius    | Anateuj                  |
| Andrea             | Andria            | André             | Andrieu      | Andreu               | Andrés           | André             | André              | Andrei             | Andriu          | Andreas      | Andrè                    |
| Angelo             | Anghjulu          | Ange              |              | Àngel                | Ángel            | Anxo              | Ângelo             | Anghel             |                 | Angelus      | Ángel/Angiol             |
| Aniceto            | Nicetu            | Anicet            | Anicet       | Anicet               | Aniceto          | Aniceto           | Aniceto            | Anicet             |                 | Anicetus     | Nicet                    |
| Annibale           |                   | Hannibal          | Annibal      | Anníbal              | Aníbal           | Aníbal            | Aníbal             | Hannibal           |                 | Hannibal     | Nìbol                    |
| Anselmo            | Anselmu           | Anselme           | Ansèume      | Anselm               | Anselmo          | Anselmo           | Anselmo            | Anselm             |                 | Anselmus     | Anselm                   |
| Antero             |                   | Antère            | Antèri       | Anter                | Antero           | Antero            | Antero             | Anteriu            |                 | Anterus      | Antè                     |
| Antimo             |                   | Anthème           |              | Àntim                | Antimo           | Antimo            | Ântimo             | Antim              |                 | Anthimus     | Àntim                    |
| Antonio            | Antone            | Antoine           | Antòni       | Anton(i)             | Antonio, Antón   | Antón             | Antóniop, Antôniob | Antonie            | Antoni, Antieni | Antonius     | Tòni(o)                  |
| Apollinare         | Pullinariu        | Apollinaire       |              | Apol•linar           | Apolinar         | Apolinario        | Apolinário         | Apolinariu         |                 | Apollinaris  | Apolinar                 |
| Aquilino           |                   | Aquilin           | Agulin       | Aquilí               | Aquilino         | Aquilino          | Aquilino           | Acvilin            |                 | Aquilinus    | Ojin                     |
| Arcadio            |                   | Arcade            |              | Arcadi               | Arcadio          | Arcadio           | Arcádio            | Arcadie            |                 | Arcadius     | Arcadi                   |
| Arduino            |                   | Arduin            |              | Arduin               | Arduino          | Arduino           | Arduíno            | Arduin             |                 | Ardovinus    | Ardvin                   |
| Aristide           | Aristidiu         | Aristide          |              | Arístides            | Arístides        | Arístides         | Aristides          | Aristide           |                 | Aristides    | Aristid                  |
| Aristodemo         |                   | Aristodème        |              | Aristodem            | Aristodemo       | Aristodemo        | Aristodemo         |                    |                 | Aristodemus  | Arstdem                  |
| Aristotele         |                   | Aristote          | Aristòtel    | Aristòtil            | Aristóteles      | Aristóteles       | Aristóteles        | Aristotel          |                 | Aristoteles  | Aristòtil                |
| Armando, Ermanno   |                   | Armand            |              | Armand               | Armando          | Armando           | Armando, Hermano   | Armand             |                 | Armandus     | Erman                    |
| Arnolfo            |                   | Arnoul            |              | Arnulf               | Arnulfo          | Arnulfo           | Arnulfo            | Arnulf             |                 | Arnulphus    | Arnolf                   |
| Aronne             |                   | Aaron             |              | Aaron                | Aarón            | Aarón             | Aarão              | Aaron              | Aron            | Aaron        | Aròn                     |
| Arsenio            | Arseniu           | Arsène            | Arsèni       | Arseni               | Arsenio          | Arsenio           | Arsénio            | Arsenie, Arseniu   |                 | Arsenius     | Arseni                   |
| Arturo             |                   | Arthur            |              | Artur                | Arturo           | Artur             | Artur              | Artur              |                 | Arthurus     | Artur                    |
| Ascanio            |                   | Ascagne           |              | Ascani               | Ascanio          | Ascanio           | Ascânio            | Ascaniu            |                 | Ascanius     | Ascani                   |
| Assalonne          |                   | Absalom           | Absalom      | Absalón              |                  | Absalão           | Absalom            |                    | Absalom         | Aslon        |                          |
| Atanasio           | Attanasiu         | Athanase          | Atanasi      | Atanasi              | Atanasio         | Atanasio          | Atanásio           | Atanasie           |                 | Athanasius   | Atanasi                  |
| Augusto, Agostino  | Augustu, Agustinu | Auguste, Augustin | August(in)   | August, Agustí       | Augusto, Agustín | Augusto, Agostiño | Augusto, Agostinho | August(in)         | Augustin        | August(in)us | August, Gustin, Gustengh |
| Aureli(an)o        | Aureliu           | Auréle, Aurélien  | Aurèli       | Aureli(à)            | Aureli(an)o      | Aurelio           | Aurélio, Aureliano | Aureliu            |                 | Aurelius     | Aurej                    |

### B
| Italiano    | Corso        | Francese           | Occitano             | Catalano              | Spagnolo          | Gallego           | Portoghese      | Romeno         | Romancio              | Latino        |
| ----------- | ------------ | ------------------ | -------------------- | --------------------- | ----------------- | ----------------- | --------------- | -------------- | --------------------- | ------------- |
| Babila      |              | Babylas            |                      |                       | Babil             |                   | Bábilas         |                |                       | Babylas       |
| Baldassarre |              | Balthazar          |                      | Baltasar              | Baltasar          | Baltasar          | Baltasar        | Baltazar       |                       | Balthasar     |
| Baldovino   |              | Baudouin           | Baudoïn              | Balduí, Bodí, Baldoví | Balduino          | Balduíno          | Balduíno        | Balduin        |                       | Balduinus     |
| Barnaba     | Barnabà      | Barnabé            |                      | Barnabeu, Barnabé     | Barnabé           | Barnabeu, Barnabé | Barnabé         | Barnaba        | Barnabas              | Barnabas      |
| Bartolomeo  | Bartulu(meu) | Barthélemy         | Bartomieu            | Bartomeu              | Bartolomé         | Bartolomeu        | Bartolomeu      | Bartolomeu     | Barclamiu, Baltramieu | Bartholomaeus |
| Basilio     | Basiliu      | Basile             | Basili               | Basili                | Basilio           | Basilio           | Basílio         | Vasile         | Baseli                | Basilius      |
| Battista    |              | Baptiste           | Batista              | Baptista              | Bautista          | Bautista          | Batista         | Baptist        | Battesta              | Baptista      |
| Belisario   |              | Bélisaire          |                      | Belisari              | Belisario         | Belisario         | Belisário       | Belisarie      |                       | Belisarius    |
| Benedetto   | Benedettu    | Bénédict, Benoît   | Beneset              | Benedicte, Benet      | Benedicto, Benito | Benedito, Bieito  | Benedito, Bento | Benedict       | Benedetg              | Benedictus    |
| Beniamino   | Beniaminu    | Benjamin           |                      | Benjamí               | Benjamín          | Benxamín          | Benjamim        | Beniamin       |                       | Beniaminus    |
| Benigno     |              | Bénigne            |                      | Benigne               | Benigno           | Benigno           | Benigno         |                |                       | Benignus      |
| Benvenuto   |              | Bienvenu           |                      | Benvingut             | Bienvenido        | Benvido           | Benvido         |                |                       | Benvenutus    |
| Berengario  |              | Béranger, Bérenger | Berenguer, Berengier | Berenguer             | Berenguer         | Berenguer         | Berengar        | Berengar       |                       | Berengarius   |
| Bernardo    | Bernardu     | Bernard            | Bernat               | Bernat, Bernardí      | Bernardo          | Bernal(do)        | Bernardo        | Bernard        | Bernard               | Bernardus     |
| Bertrando   |              | Bertrand           | Bertran              | Bertran               | Bertrán           | Bertrán           | Beltrão         |                |                       | Bertrandus    |
| Biagio      | Biasgiu      | Blaise             | Blasi                | Bla(s)i               | Blas              | Brais             | Brás            | Blasiu, Vlasie |                       | Blasius       |
| Bonaventura | Bonaventura  | Bonaventure        |                      | Bonaventura           | Buenaventura      | Boaventura        | Boaventura      | Bonaventura    |                       | Bonaventura   |
| Bonifacio   | Bunifaziu    | Boniface           | Bonifaci             | Bonifaci              | Bonifacio         | Bonifacio         | Bonifácio       | Bonifaciu      |                       | Bonifacius    |
| Boris       |              | Boris              | Borís                | Borís                 | Boris             | Boris             | Bóris           | Boris          |                       |               |
| Bruno       | Brunu        | Bruno              |                      | Bru                   | Bruno             | Bruno             | Bruno           | Bruno          |                       | Bruno         |

### C
| Italiano             | Corso      | Francese           | Occitano         | Catalano            | Spagnolo               | Gallego     | Portoghese             | Romeno     | Romancio   | Latino         |
| -------------------- | ---------- | ------------------ | ---------------- | ------------------- | ---------------------- | ----------- | ---------------------- | ---------- | ---------- | -------------- |
| Caio                 |            | Caïus              | Caïus            | Gai                 | Cayo                   | Caio        | Caio                   | Caiu       |            | Gaius          |
| Callimaco            |            | Callimaque         |                  | Cal•límac           | Calímaco               | Calímaco    | Calímaco               | Callimah   |            | Callimachus    |
| Callisto             | Calistu    | Calixte            | Calist           | Calixt(e)           | Calixto                | Calisto     | Calisto                | Calixt     | Calist     | Callixtus      |
| Camillo              | Camellu    | Camille            |                  | Camil               | Camilo                 | Camilo      | Camilo                 | Camil      |            | Camillus       |
| Candido              |            | Candide            |                  | Càndid              | Cándido                | Cándido     | Cândido                | Candid     |            | Candidus       |
| Carlo                | Carlu      | Charles            | Carles           | Carles              | Carlos                 | Carlos      | Carlos                 | Carol      | Carli      | Carolus        |
| Carmelo, Carmine     |            |                    |                  | Carmel              | Carmelo                | Carmelo     | Carmelo                |            |            | Carmelus       |
| Casimiro             | Casimiru   | Casimir            | Casimir          | Casimir             | Casimiro               | Casimiro    | Casimiro               | Cazimir    |            | Casimirus      |
| Cassi(an)o           | Cassianu   | Cassien            | Cassian          | Cassi(à)            | Casi(an)o              | Casiano     | Cassiano, Cássio       | Cassian    |            | Cassi(an)us    |
| Celestino            | Celestinu  | Célestin           | Celestin         | Celestí             | Celestino              | Celestino   | Celestino              | Celestin   |            | Caelesti(nu)s  |
| Cesare               | Cesaru     | César              | Cesar            | Cèsar               | César                  | César       | César                  | Cezar      |            | Caesar         |
| Cicerone             |            | Cicéron            | Ciceron          | Ciceró              | Cicerón                | Cicerón     | Cícero                 | Cicero     |            | Cicero         |
| Cipriano             | Ciprianu   | Cyprien            | Ciprian          | Ciprià              | Cipriano               | Cipriano    | Cipriano               | Ciprian    |            | Cyprianus      |
| Ciriaco              |            | Cyriaque           | Ciriac           | Ciríac              | Ciríaco                | Ciriaco     | Ciríaco                | Chiriac    |            | Cyriacus       |
| Cirillo              | Cirillu    | Cyrille            | Ciril            | Ciril               | Cirilo                 | Cirilo      | Cirilo                 | Chiril     | Ciril      | Cyrillus       |
| Ciro                 |            | Cyr                | Cir              | Cir                 | Ciro                   | Ciro        | Ciro                   |            |            | Cyrus          |
| Claudio              | Claudiu    | Claude             | Claudi           | Claudi              | Claudio                | Claudio     | Cláudio                | Claudiu    |            | Claudi(an)us   |
| Clemente             | Clemente   | Clément            | Clamenç          | Climent             | Clemente               | Clemente    | Clemente               | Clement    |            | Clemens        |
| Clodomiro            | Clodomiru  | Clodomir           |                  | Clodomir            | Clodomiro              | Clodomiro   | Clodomiro              |            |            | Chlodomerius   |
| Clodoveo             | Clodoveu   | Clovis             | Clodovèu         | Clodoveu            | Clodoveo               | Clodoveo    | Clóvis                 | Clovis     |            | Chlodove(ch)us |
| Colombano            | Culumbanu  | Colomban           | Colomban         | Columbà             | Columbano              | Columbano   | Columbano              | Columban   | Columban   | Columbanus     |
| Coriolano            |            | Coriolan           |                  | Coriolà             | Coriolano              | Coriolano   | Coriolano              | Coriolan   |            | Coriolanus     |
| Cornelio             | Corneliu   | Corneille          |                  | Corneli             | Cornelio               | Cornelio    | Cornélio               | Corneliu   |            | Cornelius      |
| Corrado              | Conradu    | Conrad             | Conrad           | Conrad              | Conrado                | Conrado     | Conrado                | Conrad     | Curdin     | Conradus       |
| Cosimo, Cosma        | Cosimu     | Côme               | Cosme            | Cosme               | Cosme                  | Cosme       | Cosme                  | Cosma      |            | Cosmas         |
| Costante, Costantino | Custantinu | Constant(in)       | Constantin       | Constanç, Constantí | Constante, Constantino | Constantino | Constante, Constantino | Constantin |            | Constanti(n)us |
| Crescenzo            |            | Crescent           |                  | Crescenci, Crescenç | Crescencio             | Crescencio  | Crescêncio             | Crescent   |            | Crescen(tiu)s  |
| Crisostomo           | Crisostomu | Chrysostome        |                  | Crisóstom           | Crisóstomo             | Crisóstomo  | Crisóstomo             | Chrysostom |            | Chrysostomus   |
| Crispino             | Crispinu   | Crépin             |                  | Crispí              | Crispín                | Crispin     | Crispim                | Crispin    |            | Crisp(in)us    |
| Cristiano            |            | Christian,Chrétien | Cristian         | Cristià             | Cristián               | Cristian    | Cristiano              | Cristian   |            | Christianus    |
| Cristoforo           | Cristofanu | Christophe         | Cristòl, Cristòu | Cristòfor           | Cristóbal              | Cristovo    | Cristóvão              | Cristofor  | Cristoffel | Christophorus  |
| Cuniberto            |            | Cunibert           |                  | Cunibert            | Cuniberto              | Cuniperto   | Cuniberto              |            |            | Cunipertus     |

### D
| Italiano  | Corso     | Francese   | Occitano | Catalano        | Spagnolo  | Gallego      | Portoghese | Romeno    | Romancio       | Latino     |
| --------- | --------- | ---------- | -------- | --------------- | --------- | ------------ | ---------- | --------- | -------------- | ---------- |
| Dagoberto |           | Dagobert   | Dagobèrt | Dagobert        | Dagoberto | Dagoberto    | Dagoberto  | Dagobert  |                | Dagobertus |
| Damaso    | Damasiu   | Damase     | Damasi   | Damas           | Dámaso    | Dámaso       | Dâmaso     | Damas     |                | Damasus    |
| Damiano   | Damianu   | Damien     | Damian   | Damià           | Damián    | Damián       | Damião     | Damian    |                | Damianus   |
| Daniele   | Daniele   | Daniel     | Danièl   | Daniel          | Daniel    | Daniel       | Daniel     | Daniel    |                | Daniel     |
| Dario     | Dariu     | Darius     |          | Dari            | Darío     | Darío        | Dario      | Dariu     |                | Darius     |
| Davide    | Davide    | David      | Dàvid    | David, Daviu    | David     | David        | David      | David     |                | David      |
| Decimo    |           | Déce       |          | Décim           | Décimo    | Décimo       | Décimo     |           |                | Decimus    |
| Demetrio  | Demetriu  | Dimitri    |          | Demetri         | Demetrio  | Demetrio     | Demétrio   | Dumitru   |                | Demetrius  |
| Desiderio | Desideriu | Didier     |          | Desideri        | Desiderio | Desiderio    | Desidério  | Dezideriu |                | Desiderius |
| Dionigi   | Diunisu   | Denis      | Denys    | Dionís, Dionisi | Dionisio  | Dinís, Denís | Dionísio   | Dionisie  |                | Dionysius  |
| Disma     |           | Dismas     |          | Dimes           | Dimas     | Dimas        | Dimas      | Dismas    |                | Dismas     |
| Domenico  | Dumenicu  | Dominique  |          | Domènec         | Domingo   | Domingos     | Domingos   | Dominic   | Dumeng, Dumeni | Dominicus  |
| Domiziano | Domizianu | Domitien   | Domician | Domicià         | Domiciano | Domiciano    | Domiciano  | Domiţian  |                | Domitianus |
| Donato    | Dunatu    | Donat(ien) |          | Donat           | Donato    | Donato       | Donato     | Donat     | Donat          | Donatus    |
| Doroteo   |           | Dorothé    |          | Doroteu         | Doroteo   | Doroteo      | Doroteu    | Dorotei   |                | Dorotheus  |

### E
| Italiano          | Corso     | Francese         | Occitano | Catalano      | Spagnolo        | Gallego      | Portoghese         | Romeno           | Romancio | Latino        |
| ----------------- | --------- | ---------------- | -------- | ------------- | --------------- | ------------ | ------------------ | ---------------- | -------- | ------------- |
| Eberardo          |           | Évrard           |          | Eberard       | Eberardo        | Eberardo     | Eberardo           |                  |          | Everardus     |
| Edgardo           |           | Edgar            |          | Èdgar         | Edgardo         | Edgardo      | Edgar              | Edgar            |          | Edgardus      |
| Edmondo           | Edimondu  | Edmond           |          | Edmon         | Edmundo         | Edmundo      | Edmundo            | Edmond           |          | Edmundus      |
| Edoardo, Eduardo  | Eduardu   | Édouard          | Edoard   | Eduard        | Eduardo         | Duardos      | Duarte             | Eduard           |          | Edvardus      |
| Efrem             |           | Éphrem           |          | Efraïm, Efrem | Efrén           | Efrén        | Efrém              | Efrem            |          | Ephraem       |
| Egidio            | Egidiu    | Égide            |          | Egidi         | Egidio          | Exidio       | Egídio             | Egidiu           |          | Aegidius      |
| Egisto            |           | Égisthe          |          | Egist         | Egisto          |              | Egisto             | Egist            |          | Aegisthus     |
| Eleazaro          |           | Eléazar          |          | Eleazar       | Eleazar         | Eleazar      | Eleazar            | Eleazar          |          | Eleazar       |
| Eleuterio         | Eleuteriu | Éleuthère        | Eleutèri | Eleuteri      | Eleuterio       | Eleuterio    | Eleutério          | Eleuteriu        |          | Eleutherius   |
| Elia              | Elia      | Élie             |          | Elies         | Elías           | Elías        | Elias              | Ilie             |          | Elias         |
| Eligio            | Eligiu    | Éloi             |          | Eligi         | Elegio          | Elixio       | Elígio             | Eligiu           |          | Eligius       |
| Elio              |           | Élius            |          | Eli           | Elio            | Elio         | Élio               |                  |          | Aelius        |
| Eliseo            | Eliseu    | Élisée           |          | Eliseu        | Eliseo          | Eliseo       | Eliseu             | Eliseu           |          | Eliseus       |
| Elpidio           |           | Elpide           |          | Elpidi        | Elpidio         | Elpidio      | Elpídio            | Elpidie          |          | Helpidius     |
| Emanuele, Manuele |           | Emmanuel, Manuel | Emmanuèl | Emmanuel      | Emanuel, Manolo | Manuel       | Manuel             | Emanoil          |          | Emmanuel      |
| Emili(an)o        | Emilianu  | Émile, Émilien   | Emili    | Emili(à)      | Emili(an)o      | Emili(an)o   | Emílio, Emiliano   | Emil(ian)        |          | Aemili(an)us  |
| Enea              |           | Énée             | Enèas    | Enees         | Eneas           | Eneas        | Enéias             | Enea             |          | Aeneas        |
| Enrico, Enzo      | Enricu    | Henri            | Enric    | Enric         | Enrique         | Henrique     | Henrique           | Henric           | Andri(n) | Henricus      |
| Epifanio          |           | Épiphane         |          | Epifani       | Epifanio        | Epifanio     | Epifânio           | Epifanie         |          | Epiphanius    |
| Erasmo            |           | Érasme           |          | Erasme        | Erasmo          | Erasmo       | Erasmo             | Erasm            |          | Erasmus       |
| Ercole            |           | Hercule          |          | Hèrcules      | Hércules        | Hércules     | Hércules           | Hercule          |          | Hercules      |
| Er(i)berto        | Eribertu  | Aribert, Herbert |          | Heribert      | Herberto        | Heriberto    | Her(i)berto        |                  |          | Herbertus     |
| Ermenegildo       |           | Herménégild      |          | (H)ermenegild | Hermenegildo    | Hermenexildo | Hermenegildo       |                  |          | Hermenegildus |
| Ernesto           | Ernestu   | Ernest           | Ernèst   | Ernest        | Ernesto         | Ernesto      | Ernesto            | Ernest           |          | Ernestus      |
| Espedito          |           | Expédit          |          | Expedit       | Expedito        |              | Expedito           |                  |          | Expeditus     |
| Ettore            |           | Hector           |          | Hèctor        | Héctor          | Heitor       | Heitor             | Hector           |          | Hector        |
| Eugenio           |           | Eugène           | Eugèni   | Eugeni        | Eugenio         | Euxenio      | Eugéniop, Eugêniob | Eugeniu          |          | Eugenius      |
| Eusebio           | Eusebiu   | Eusèbe           | Eusèbi   | Eusebi        | Eusebio         | Eusebio      | Eusébio            | Eusebiu, Eusebie | Sievi    | Eusebius      |
| Eustachio         | Stacchiu  | Eustache         |          | Eustaqui      | Eustaquio       | Eustaquio    | Eustáquio          |                  |          | Eustachius    |
| Evandro           |           | Évandre          |          | Evandre       | Evandro         | Evandro      | Evandro            |                  |          | Evander       |
| Evaristo          | Evaristu  | Évariste         | Evarist  | Evarist       | Evaristo        | Evaristo     | Evaristo           | Evarist          |          | Evaristus     |
| Ezechiele         |           | Ézéchiel         |          | Ezequiel      | Ezequiel        | Ezequiel     | Ezequiel           | Ezechiel         | Ezechiel | Ezechiel      |
| Ezio              |           |                  |          | Aeci          | Aecio           | Aecio        | Aécio              |                  |          | Aetius        |

### F
| Italiano       | Corso                | Francese          | Occitano     | Catalano            | Spagnolo         | Gallego          | Portoghese       | Romeno    | Romancio    | Latino      |
| -------------- | -------------------- | ----------------- | ------------ | ------------------- | ---------------- | ---------------- | ---------------- | --------- | ----------- | ----------- |
| Fabi(an)o      | Fabianu              | Fabien            | Fabian       | Fabi(à)             | Fabián           | Fabiano          | Fábio, Fabião    | Fabian    |             | Fabi(an)us  |
| Fabrizio       | Fabriziu             | Fabrice           | Fabrici      | Fabrici             | Fabricio         | Fabricio         | Fabrício         |           |             | Fabricius   |
| Fausto         | Faustu               | Fauste, Faustin   |              | Faust               | Fausto           | Fausto           | Fausto           | Faust     |             | Faustus     |
| Fedele         | Fidelu               | Fidèle            | Fidèl, Fidèu | Fidel               | Fidel            | Fidel            | Fidel            | Fidel     | Fidel       | Fidelis     |
| Federico       | Federiccu            | Frédéric          | Frederic     | Frederic            | Federico         | Frederico        | Frederico        | Frederic  | Fadri       | Fridericus  |
| Felice         | Filice               | Félix             | Fèlix, Feliç | Fèlix, Feliç, Feliu | Félix            | Fiz              | Félix            | Felix     | Felici      | Felix       |
| Fer(di)nando   | Ferdinandu, Ferrandu | Ferdinand,Fernand | Ferrand      | Ferran              | Hernán, Fernando | Fernán, Fernando | Fernão, Fernando | Ferdinand |             | Ferdinandus |
| Filemone       |                      | Philémon          |              | Filemó              | Filemón          | Filemón          | Filémon          | Filemon   |             | Philemon    |
| Filiberto      |                      | Philibert         |              | Filibert            | Filiberto        | Filiberto        | Filiberto        |           |             | Philibertus |
| Filippo        | Filippu              | Philippe          | Felip        | Felip               | Felipe           | Filipe           | Filipe           | Filip     | Flep, Filip | Philippus   |
| Filoteo        |                      | Philothée         |              | Filoteu             | Filoteo          | Filoteo          | Filoteu          | Filotei   |             | Philoteus   |
| Fiorenzo       | Fiurenzu             | Florent           | Florenç      | Florenci, Florenç   | Florencio        | Florencio        | Florêncio        | Florentin |             | Florens     |
| Firmino, Fermo | Firminu              | Firmin            |              | Fermí               | Fermín           | Fermín           | Firmino          | Firmin    |             | Firm(in)us  |
| Flaminio       |                      |                   |              | Flamini             | Flaminio         | Flaminio         | Flamínio         |           |             | Flaminius   |
| Flavio         |                      | Flavien           | Flavi        | Flavi               | Flavio           | Flavio           | Flávio           | Flaviu    |             | Flavius     |
| Florestano     |                      | Florestan         |              |                     | Florestán        | Florestán        | Florestan        |           |             |             |
| Floriano       |                      | Florian           | Florian      | Florià              | Florián          | Florián          | Floriano         | Florian   | Flurin      | Florianus   |
| Folco          |                      | Foulques          | Folc         | Folc                | Fulco            | Fulco            | Fulque           | Fulk      |             | Fulcherius  |
| Fortunato      | Furtunatu            | Fortunat          | Fortunat     | Fortunat            | Fortunato        | Fortunato        | Fortunato        | Fortunat  |             | Fortunatus  |
| Francesco      | Francescu            | François          | Francés      | Francesc, Francés   | Francisco, Paco  | Francisco        | Francisco        | Francisc  | Francestg   | Franciscus  |
| Franco         |                      | Frank             |              | Franc               | Franco           |                  | Franco           |           |             | Francus     |
| Fulgenzio      |                      | Fulgence          |              | Fulgenci            | Fulgencio        | Fulgencio        | Fulgêncio        |           |             | Fulgentius  |
| Fulvio         |                      |                   |              | Fulvi               | Fulvio           | Fulvio           | Fúlvio           |           |             | Fulvius     |

### G
| Italiano                  | Corso        | Francese       | Occitano         | Catalano        | Spagnolo           | Gallego       | Portoghese           | Romeno         | Romancio                 | Latino                  |
| ------------------------- | ------------ | -------------- | ---------------- | --------------- | ------------------ | ------------- | -------------------- | -------------- | ------------------------ | ----------------------- |
| Gabriele                  | Gabriellu    | Gabriel        | Gabrièl, Gabrièu | Gabriel         | Gabriel            | Gabriel       | Gabriel              | Gabriel        |                          | Gabriel                 |
| Gaetano                   | Gaetanu      | Gaétan, Gaëtan |                  | Gaietá          | Caetano            | Caetano       | Caetano              | Caietan        |                          | Caietanus               |
| Gall(ian)o                |              | Gall(ien)      |                  | Gal(ià)         | Gal(ian)o          | Galo          | Galo                 | Gall           | Gagl                     | Gall(i)us               |
| Galvano                   |              | Gauvain        |                  | Galvany         | Galván             | Galván        | Galvão               |                |                          | Galvanus                |
| Gaspare                   |              | Gaspard        |                  | Gaspar          | Gaspar             | Gaspar        | Gaspar               | Gaspar         |                          | Caspar                  |
| Gastone                   |              | Gaston         | Gaston           | Gastó           | Gastón             | Gastón        | Gastão               | Gaston         |                          | Gaston                  |
| Gaudenzio                 |              | Gaudence       | Gaudenç          | Gaudenci        | Gaudencio          | Gaudencio     | Gaudêncio            | Gaudenţiu      |                          | Gaudentius              |
| Gavino, Gabino            | Gavinu       | Gabin          |                  | Gaví            | Gabino             | Gabino        | Gabino               |                |                          | Gabinus                 |
| Gedeone                   |              | Gèdéon         |                  | Gedeó           | Gedeón             | Xedeón        | Gideão               | Ghedeon        |                          | Gedeon                  |
| Gelasio                   | Gelasiu      | Gélase         | Gelasi           | Gelasi          | Gelasio            | Xelasio       | Gelásio              | Gelasiu        |                          | Gelasius                |
| Genesio                   |              | Genès          |                  | Genís           | Ginés              | Xinés         | Gens                 |                |                          | Genesius                |
| Gennaro                   | Gennaru      | Janvier        |                  | Januari         | Jenaro             | Xenaro        | Januário             | Ianuariu       |                          | Ianuarius               |
| Gerardo                   | Gherardu     | Gérard         | Girard, Giraud   | Gerard          | Gerardo            | Xerardo       | Geraldo              | Gerard         |                          | Gerardus                |
| Geremia                   |              | Jérémie        |                  | Jeremies        | Jeremías           | Xeremías      | Jeremias             | Eremia         |                          | Ieremias                |
| Germano                   | Ghjermanu    | Germain        | German           | Germá           | Germán             | Xermán        | Germano              | Gherman        |                          | Germanus                |
| Gervas(i)o                | Gervasiu     | Gervais        |                  | Gervasi, Gervàs | Gervasio           | Xervasio      | Gervásio             | Gervasie       |                          | Gervasius               |
| Giacinto                  | Ghjacintu    | Hyacinthe      |                  | Jacint          | Jacinto            | Xacinto       | Jacinto              | Iacint         |                          | Hyacinthus              |
| Giacomo, Jacopo, Giacobbe | Ghjacumu     | Jacques, Jacob | Jaume            | Jaume, Jacob    | Jacobo             | Xacobe        | Jacó                 | Iacob          | Giachen, Giacun, Giatgen | Iacobus                 |
| Giaele                    |              | Yaël, Jael     |                  | Jael            | Jael               |               | Jael                 |                |                          | Iahel                   |
| Gilberto                  | Gilibertu    | Gilbert        |                  | Gilbert         | Gilberto           | Xilberto      | Gilberto             |                |                          | Gilbertus               |
| Gioacchino                | Ghjuvacchinu | Joachim        |                  | Joaquim         | Joaquín            | Xoaquín       | Joaquim              | Ioachim        | Giochin                  | Ioachim                 |
| Gioele                    |              | Joël           |                  | Joel            | Joel               | Xoel          | Joel                 | Ioel           |                          | Ioel                    |
| Gionata(n)                |              | Jonathan       |                  | Jonatan         | Jonatán            |               | Jónatas, Jônatas     | Ionatan        |                          | Ionathas                |
| Giordano                  |              | Jourdain       |                  | Jordà           | Jordán             | Xordán        | Jordão               | Iordan         |                          | Iordanus                |
| Giorgio                   | Ghjorghju    | Georges        | Jòrdi, Jòr(g)i   | Jordi           | Jorge              | Xorxe         | Jorge                | Gheorghe       | Gieri                    | Georgius                |
| Giosuè                    | Ghjosuè      | Josué          | Josué            | Josué           | Josué              | Xosué         | Josué                | Iosue          |                          | Iosue                   |
| Giovanni                  | Ghjuvan      | Jean           | Joan             | Joan            | Juan               | Xoán          | João                 | Ioan           | Gian, Gion               | Io(h)annes              |
| Giovenale                 |              | Juvénal        |                  | Juvenal         | Juvenal            | Xuvenal       | Juvenal              | Iuvenal        |                          | Iuvenalis               |
| Girolamo                  | Ghjilormu    | Jérôme         | Geròni, Giròni   | Jeroni          | Gerónimo, Jerónimo | Xerónimo      | Jerónimop, Jerônimob | Ieronim        | Geronas                  | Hieronymus              |
| Giuli(an)o                | Ghjuli(an)u  | Jules, Julien  | Juli(an)         | Juli(à)         | Julio, Julián      | Xulio, Xulián | Júlio, Juliano       | Iulius, Iulian |                          | Iuli(an)us              |
| Giuseppe                  | Ghjiseppu    | Joseph         | Josèp            | Josep           | José, Pepe         | Xosé          | José                 | Iosif          | Gi(u)sep, Sep            | Iosephus                |
| Giust(in)o                | Ghjust(in)u  | Juste, Justin  | Justin           | Just(í)         | Just(in)o          | Xust(in)o     | Just(in)o            | Iustin         |                          | Iust(in)us              |
| Glicerio                  | Liceriu      | Glycère        |                  | Gliceri         | Glicerio           | Glicerio      | Glicério             | Glicerie       |                          | Glycerius               |
| Goffredo                  | Gottifredu   | Geoffroy       | Godofred         | Godofré, Jofré  | Godofredo          | Godofredo     | Godofredo            |                |                          | Galfridus, Godefridus   |
| Gontrano                  | Guntranu     | Gontran        | Gontran          | Gontrà          | Gontrán            | Gontrán       | Gontrão              | Gontran        |                          | Gontranus               |
| Gordiano                  |              | Gordien        |                  | Gordià          | Gordiano           | Gordiano      | Gordiano             | Gordian        |                          | Gordianus               |
| Graziano                  | Grazianu     | Gratien        |                  | Gracià          | Graciano           | Gracian       | Graciano             | Graţian        |                          | Gratianus               |
| Gregorio                  | Gregoriu     | Grégoire       | Gregòri          | Gregori         | Gregorio           | Gregorio      | Gregório             | Grigore        | Gregori                  | Gregorius               |
| Gualtiero, Walter         | Valderio     | Gautier        |                  | Gualter         | Gualtério          | Gualterio     | Guálter, Gualtério   | Valter         |                          | Gualter(i)us, Valterius |
| Guarniero                 | Guarnieru    | Garnier        |                  |                 |                    |               |                      |                |                          | Irnerius                |
| Guglielmo                 | Guglielmu    | Guillaume      | Guilhèm          | Guillem         | Guillermo          | Guillerme     | Guilherme            | Vilhelm        | Guglielm                 | Guilielmus              |
| Guido, Vito               | Guidu, Vitu  | Guy            | Gui              | Guiu            | Guido              | Guido         | Guido                |                |                          | Guido, Vido, Guidus     |
| Gustavo                   |              | Gustave        | Gustau           | Gustau          | Gustavo            | Gustavo       | Gustavo              | Gustav         |                          | Gustavus                |

### I
| Italiano   | Corso   | Francese   | Occitano  | Catalano   | Spagnolo    | Gallego   | Portoghese  | Romeno     | Romancio | Latino       |
| ---------- | ------- | ---------- | --------- | ---------- | ----------- | --------- | ----------- | ---------- | -------- | ------------ |
| Igino      |         | Hygin      | Igin      | Higini     | Higinio     | Hixinio   | Higino      | Hygin      |          | Hyginus      |
| Ignazio    | Gnaziu  | Ignace     | Ignasi    | Ignasi     | Ignácio     | Ignacio   | Inácio      | Ignaţiu    | Ignazi   | Ignatius     |
| Igor       |         | Igor       |           | Ígor       | Igor        | Igor      | Ígor        | Igor       |          |              |
| Ilario     | Ilariu  | Hilaire    | Hilari    | Hilari     | Hilario     | Hilario   | Hilário     | Ilarie     |          | Hilarius     |
| Ildebrando |         | Hildebrand |           | Hildebrand | Hildebrando |           | Hildebrando | Hildebrand |          |              |
| Ildefonso  |         | Ildefonse  | Ildefons  | Ildefons   | Ildefonso   | Ildefonso | Ildefonso   | Ildefons   |          | Hildephonsus |
| Innocenzo  |         | Innocent   | Innocenci | Innocenci  | Inocencio   | Inocencio | Inocêncio   | Inocenţiu  |          | Innocentius  |
| Ippolito   |         | Hippolyte  |           | Hipòlit    | Hipólito    | Hipólito  | Hipólito    | Ipolit     |          | Hippolytus   |
| Ireneo     | Ireneu  | Irénée     |           | Ireneu     | Ireneo      | Ireneu    | Ireneo      | Irineu     |          | Irenaeus     |
| Isacco     | Isaccu  | Isaac      | Isaac     | Isaac      | Isaac       | Isaac     | Isaac       | Iţhac      |          | Isaac(us)    |
| Isaia      | Isaia   | Isaïe      |           | Isaïes     | Isaías      | Isaías    | Isaías      | Isaia      |          | Isaia        |
| Isidoro    | Isidoru | Isidore    | Isidor    | Isidor     | Isidoro     | Isidoro   | Isidoro     | Isidor     |          | Isidorus     |
| Ivo        | Iviu    | Yves       |           | Iu         | Ivo         | Ivo       | Ivo         | Ivo        |          | Ivus         |

### L
| Italiano        | Corso           | Francese         | Spagnolo   | Portoghese           | Catalano    | Occitano | Gallego    | Romeno    | Romancio                | Latino      |
| --------------- | --------------- | ---------------- | ---------- | -------------------- | ----------- | -------- | ---------- | --------- | ----------------------- | ----------- |
| Ladislao        |                 | Ladislas         | Ladislao   | Ladislau             | Ladislau    | Ladislas | Ladislao   | Ladislau  |                         | Ladislaus   |
| Lamberto        | Lambertu        | Lambert          | Lamberto   | Lamberto             | Lambert     |          | Lamberto   | Lambert   |                         | Lambertus   |
| Landolfo        |                 | Landolf          | Landulfo   | Landulfo             | Landulf     |          | Landulfo   |           |                         | Landolfus   |
| Lazzaro         | Lazaru          | Lazare           | Lázaro     | Lázaro               | Llàtzer     | Lazar    | Lázaro     | Lazăr     |                         | Lazarus     |
| Leandro         | Leandru         | Léandre          | Leandro    | Leandro              | Leandre     |          | Leandro    | Leandru   |                         | Leandrus    |
| Learco          |                 |                  | Learco     | Learco               | Learc       |          | Learco     |           |                         | Learchus    |
| Leodegario      |                 | Léger, Léodegard | Leodegario |                      | Leodegari   |          | Leodegario |           |                         | Leodegarius |
| Leonardo        | Leunardu        | Léonard          | Leonardo   | Leonardo             | Lleonard    | Liunard  | Leonardo   | Leonard   | Linard                  | Leonardus   |
| Leone           | Leone           | Léon             | León       | Leão                 | Lleó        | Leon     | León       | Leon      |                         | Leo         |
| Leonida         |                 | Léonidas         | Leónidas   | Leónidasp, Leônidasb | Leònides    |          | Leónidas   | Leonida   |                         | Leonidas    |
| Leonzio         | Leonzu          | Léonce           | Leoncio    | Leôncio              | Lleonci     |          | Leoncio    | Leonţiu   |                         | Leontius    |
| Leopoldo        |                 | Léopold          | Leopoldo   | Leopoldo             | Leopold     | Leopold  | Leopoldo   | Leopold   |                         | Leopoldus   |
| Liborio         |                 | Liboire          | Liborio    | Libório              | Libori      | Libòri   | Liborio    |           |                         | Liborius    |
| Lisimaco        |                 | Lysimaque        | Lisímaco   | Lisímaco             | Lisímac     |          | Lisímaco   | Lisimah   |                         | Lysimachus  |
| Livio           |                 | Live             | Livio      | Lívio                | Livi        | Livi     | Livio      | Liviu     |                         | Livius      |
| Lorenzo         | Lurenzu         | Laurent          | Lorenzo    | Lourenço             | Llorenç     | Laurenç  | Lourenzo   | Laurenţiu | Lurenz, Luregn, Lurentg | Laurentius  |
| Lotario         |                 | Lothaire         | Lotario    | Lotário              | Lotari      | Lotari   | Lotario    | Lothar    |                         | Lotharius   |
| Luca            | Lucca           | Luc              | Lucas      | Lucas                | Lluc        | Luc      | Lucas      | Luca      | Lucas                   | Lucas       |
| Luciano         | Lucianu         | Lucien           | Luciano    | Luciano              | Llucià      | Lucian   | Luciano    | Lucian    |                         | Lucianus    |
| Lucio           |                 | Lucius           | Lucio      | Lúcio                | Luci, Lluci |          | Lucio      | Lucius    | Leci, Lezi              | Lucius      |
| Luigi, Ludovico | Luigi, Ludovicu | Louis, Ludovic   | Luis       | Luís                 | Lluís       | Loís     | Luís       | Ludovic   | Luis, Ludivic           | Ludovicus   |
| Lupo            | Lupu            | Loup             | Lope       | Lopo                 | Llop        | Lop      | Lopo       | Lupu      |                         | Lupus       |

### M
| Italiano         | Corso     | Francese  | Spagnolo        | Portoghese         | Catalano          | Occitano       | Gallego         | Romeno    | Romancio         | Latino             |
| ---------------- | --------- | --------- | --------------- | ------------------ | ----------------- | -------------- | --------------- | --------- | ---------------- | ------------------ |
| Macario          | Macariu   | Macaire   | Macario         | Macário            | Macari            | Macari         | Macario         | Macarie   |                  | Macarius           |
| Macedonio        | Macedoniu | Macédoine | Macedonio       | Macedônio          | Macedoni          |                | Macedonio       | Macedonie |                  | Macedonius         |
| Malachia         | Malachia  | Malachie  | Malaquías       | Malaquias          | Malaquies         | Malaquia       | Malaquías       | Malachia  |                  | Malachia           |
| Manfredo         |           | Manfred   | Manfredo        | Manfredo           | Manfred           |                | Manfredo        | Manfred   |                  | Manfredus          |
| Marcello         | Marcellu  | Marcel    | Marcelo         | Marcelo            | Marcel            | Marcèl, Marcèu | Marcelo         | Marcel    |                  | Marcellus          |
| Marco            | Marcu     | Marc      | Marco           | Marcos             | Marc              | Marc           | Marco           | Marcu     | Marc(us)         | Marcus             |
| Mariano          |           | Marian    | Mariano         | Mariano            | Marià             |                | Mariano         | Marian    |                  | Marianus           |
| Marino           | Marinu    | Marin     | Marino          | Marin(h)o          | Marí              | Marin          | Mariño          | Marin     |                  | Marinus            |
| Mario            |           | Marius    | Mario           | Mário              | Mari              |                | Mario           | Marius    |                  | Marius             |
| Martino          | Martinu   | Martin    | Martín          | Martinho           | Martí             | Martin         | Martiño         | Martin    | Martin, Martegn  | Martinus           |
| Marzio, Marziale | Marziale  | Martial   | Marcio, Marcial | Márcio, Marcial    | Marci(al), Marçal | Marçal         | Marcio, Marcial | Marţial   |                  | Marcius, Martialis |
| Massenzio        |           | Maxence   | Majencio        | Magêncio, Maxêncio | Maxenci           |                | Maxencio        | Maxenţiu  |                  | Maxentius          |
| Massimo          | Massimu   | Maxime    | Máximo          | Máximo             | Màxim             |                | Máximo          | Maxim     |                  | Maximus            |
| Matteo, Mattia   | Matteu    | Mathieu   | Mateo, Matías   | Mateus, Matías     | Mateu, Maties     | Matieu         | Mateo           | Matia     | Mattiu, Mathias  | Matthaeus          |
| Maurizio         | Mauriziu  | Maurice   | Mauricio        | Maurício           | Maurici           | Maurici        | Mauricio        | Mauriciu  | Murezi, Murezzan | Mauritius          |
| Medardo          | Medardu   | Médard    | Medardo         | Medardo            | Medard            |                | Medardo         | Medard    |                  | Medardus           |
| Melchiorre       |           | Melchior  | Melchor         | Melquior           | Melcior           |                | Melchor         | Melchior  |                  | Melchior           |
| Mentore          |           | Mentor    | Mentor          | Mentor             | Mentor            |                | Mentor          | Mentor    |                  | Mentor             |
| Metello          |           |           | Metelo          | Metelo             | Metel             |                | Metelo          |           |                  | Metellus           |
| Metodio          | Mettodiu  | Méthode   | Metodio         | Metódio            | Metodi            | Metòdi         | Metodio         | Metodie   |                  | Metodius           |
| Michele          | Miguel    | Michel    | Miguel          | Miguel             | Miquel            | Miquèl, Miquèu | Miguel          | Mihai     | Michel, Mitgel   | Michael            |
| Milziade         |           | Miltiade  | Milcíades       | Melquíades         | Milcíades         | Miltiad        | Melquíades      | Miltiade  |                  | Miltiades          |
| Miroslavo, Mirco |           | Miroslav  | Miroslav        | Miroslau           | Miroslau          |                |                 | Miroslav  |                  | Miroslaus          |
| Modesto          | Mudestu   | Modeste   | Modesto         | Modesto            | Modest            | Modest         | Modesto         | Modest    | Mudest           | Modestus           |

### N
| Italiano       | Corso    | Francese   | Spagnolo      | Portoghese | Catalano        | Occitano     | Gallego    | Romeno   | Romancio             | Latino      |
| -------------- | -------- | ---------- | ------------- | ---------- | --------------- | ------------ | ---------- | -------- | -------------------- | ----------- |
| Napoleone      |          | Napoléon   | Napoleón      | Napoleão   | Napoleó         | Napoleone    | Napoleón   | Napoleon |                      | Neapolio    |
| Narciso        | Narcisiu | Narcisse   | Narciso       | Narciso    | Narcís          | Narcís       | Narciso    | Narcis   |                      | Narcissus   |
| Natale         |          | Noël       | Natalio, Noel | Noel       | Nadal, Natal(i) | Nadal, Nadau |            | Natalie  |                      | Natalis     |
| Nazario        | Nazariu  | Nazaire    | Nazario       | Nazário    | Nazari          | Nasari       | Nazario    | Nazarie  |                      | Nazarius    |
| Nepomuceno     |          | Népomucène | Nepomuceno    | Nepomuceno | Nepomucé        |              | Nepomuceno | Nepomuk  |                      | Nepomucenus |
| Nestore        |          | Nestor     | Néstor        | Nestor     | Nèstor          |              | Néstor     | Nestor   |                      | Nestor      |
| Nevio          |          |            | Nevio         | Névio      | Nevi            |              | Nevio      |          |                      | Naevius     |
| Nicandro       |          | Nicandre   | Nicandro      | Nicandro   | Nicandre        |              | Nicandro   | Nicandru |                      | Nicander    |
| Nicasio        |          | Nicaise    | Nicasio       | Nicasio    | Nicasi          |              | Nicasio    |          |                      | Nicasius    |
| Nicodemo       | Nicudemu | Nicodème   | Nicodemo      | Nicodemo   | Nicòdem         | Nicodèm      | Nicodemo   | Nicodim  |                      | Nicodemus   |
| Nicola, Nicolò | Niculaiu | Nicolas    | Nicolás       | Nicolau    | Nicolau         | Nicolau      | Nicolao    | Nicolae  | Niculin, Niclà, Clau | Nicolaus    |
| Norberto       | Norbertu | Norbert    | Norberto      | Norberto   | Norbert         |              | Norberto   | Norbert  |                      | Norbertus   |

### O
| Italiano           | Corso         | Francese     | Spagnolo  | Portoghese     | Catalano  | Occitano | Gallego   | Romeno    | Latino     |
| ------------------ | ------------- | ------------ | --------- | -------------- | --------- | -------- | --------- | --------- | ---------- |
| Oddo(ne), Otto(ne) | Ottone, Odone | Otton, Eudes | Otón, Oto | Otão           | Ot(ó)     | Ot       | Odón      | Otto      | Otto       |
| Olao               |               | Olaf         | Olavo     | Olavo          | Olau      |          | Olaf      | Olaf      | Olaus      |
| Olimpio            |               | Olympe       | Olimpio   | Olimpio        | Olimpi    |          | Olimpio   | Olimpiu   | Olympius   |
| Oliviero           | Uliveriu      | Olivier      | Oliverio  | Olivério       | Oliver(i) |          | Oliverio  | Oliver    | Oliverius  |
| Omero              |               | Homère       | Homero    | Homero         | Homer     | Omèr     | Homero    | Homer     | Homerus    |
| Onofrio            |               | Onuphre      | Onofre    | Onofre         | Onofre    |          | Onofre    | Onofrei   | Onuphrius  |
| Onorato            | Unuratu       | Honoré       | Honorato  | Honorato       | Honorat   | Honorat  | Honorato  | Honorat   | Honoratus  |
| Onorio             | Onoriu        | Honorius     | Honorio   | Honório        | Honori    |          | Honorio   | Honoriu   | Honorius   |
| Orazio             |               | Horace       | Horacio   | Horácio        | Horaci    |          | Horacio   | Horaţiu   | Horatius   |
| Oreste             |               | Oreste       | Orestes   | Orestes        | Orestes   |          | Orestes   | Orest     | Orestes    |
| Orfeo              |               | Orphée       | Orfeo     | Orfeu          | Orfeu     |          | Orfeo     | Orfeu     | Orpheus    |
| Origene            |               | Origène      | Orígenes  | Orígenes       | Orígenes  |          | Oríxenes  | Origene   | Origenes   |
| Orlando, Rolando   | Orlandu       | Roland       | Orlando   | Rolando        | Orland    |          | Orlando   | Roland    | Rolandus   |
| Ormisda            |               | Hormisdas    | Hormisdas | Hormisdas      | Hormisdes |          | Hormisdas | Hormisdas | Hormisdas  |
| Oscar              |               | Oscar        | Óscar     | Óscarp, Oscarb | Òscar     |          | Óscar     | Oscar     | Anscharius |
| Osvaldo            |               | Oswald       | Osvaldo   | Osbald         | Osvald    |          | Osvaldo   | Osvald    | Osvaldus   |
| Ottavio            | Tavianu       | Octave       | Octavio   | Otávio         | Octavi(à) | Octavi   | Octavio   | Octavian  | Octavius   |
| Ovidio             |               | Ovide        | Ovidio    | Ovídio         | Ovidi     | Ovidi    | Ovidio    | Ovidiu    | Ovidius    |

### P
| Italiano   | Corso      | Francese  | Spagnolo             | Portoghese         | Catalano          | Occitano  | Gallego       | Romeno             | Romancio        | Latino     |
| ---------- | ---------- | --------- | -------------------- | ------------------ | ----------------- | --------- | ------------- | ------------------ | --------------- | ---------- |
| Pacomio    |            | Pacôme    | Pacomio              | Pacómiop, Pacômiob | Pacomi            |           | Pacomio       | Pahomie            |                 | Pachomius  |
| Pancrazio  | Pancraziu  | Pancrace  | Pancracio            | Pancrácio          | Pancraç, Pancraci | Pancraci  | Pancracio     | Pancraţiu          |                 | Pancratius |
| Pantaleone | Pantaleone | Pantaléon | Pantaleón            | Pantaleão          | Pantaleó          | Pantaleon | Pantaleón     | Pantaleon          |                 | Pantaleo   |
| Paolo      | Paulu      | Paul      | Pablo                | Paulo              | Pau               | Pau       | Paulo         | Paul               | Paul            | Paulus     |
| Paride     |            | Pâris     | Paris                | Páris              | Paris             |           | Paris         | Paris              |                 | Paris      |
| Pasquale   | Pasquale   | Pascal    | Pascual              | Pascoal            | Pasqual           | Pascal    | Pascual       | Pascal             |                 | Paschalis  |
| Patrizio   | Patriziu   | Patrice   | Patricio             | Patrício           | Patrici           | Patrici   | Patricio      | Patriciu           |                 | Patricius  |
| Pelagio    |            | Pélage    | Pelagio, Pelayo      | Pelágio            | Pela(g)i          | Pelagi    | Paio, Pelaxio | Pelagie            |                 | Pelagius   |
| Pellegrino | Pelegrinu  | Pérégrin  | Pelegrino, Peregrino | Peregrino          | Pelegrí           | Pelegrin  | Peregrino     | Peregrin           |                 | Peregrinus |
| Pericle    |            | Périclès  | Pericles             | Péricles           | Pèricles          |           | Pericles      | Pericle            |                 | Pericles   |
| Petronio   | Petroniu   | Pétrone   | Petronio             | Petrônio           | Petroni           | Petròni   | Petronio      | Petroniu           |                 | Petronius  |
| Pie(t)ro   | Petru      | Pierre    | Pedro                | Pedro              | Pere              | Pèire     | Pedro         | Petru, Petre       | Pe(i)der, Pader | Petrus     |
| Pio        | Piu        | Pie       | Pío                  | Pio                | Pius              | Piu       | Pío           | Pius               | Pius            | Pius       |
| Piramo     |            | Pyrame    | Píramo               | Píramo             | Píram             |           |               | Pyram              |                 | Pyramus    |
| Placido    | Placidu    | Placide   | Plácido              | Plácido            | Plàcid            |           | Prácido       | Placid             | Placi, Plazi    | Placidus   |
| Plinio     |            | Pline     | Plinio               | Plínio             | Plini             | Plini     | Plinio        | Pliniu             |                 | Plinius    |
| Policarpo  | Policarpu  | Polycarpe | Policarpo            | Policarpo          | Policarp          | Policarp  | Policarpo     | Policarp           |                 | Polycarpus |
| Pompeo     |            | Pompée    | Pompeyo              | Pompeu             | Pompeu            | Pompeu    | Pompeio       | Pompei             |                 | Pompeus    |
| Ponziano   | Punzianu   | Pontien   | Ponciano             | Ponciano           | Poncià            | Poncian   | Ponciano      | Ponţian            |                 | Pontianus  |
| Porfirio   | Purfiriu   | Porphyre  | Porfirio             | Porfírio           | Porfiri           |           | Porfirio      | Porfiriu, Porfirie |                 | Porphyrius |
| Procopio   |            | Procope   | Procopio             | Procópio           | Procopi           |           | Procopio      | Procopie           |                 | Procopius  |
| Prospero   | Prosperu   | Prosper   | Próspero             | Próspero           | Pròsper           | Prospèr   | Próspero      | Prosper            |                 | Prosperus  |
| Publio     |            |           | Publio               | Públio             | Publi             |           | Publio        | Publiu             |                 | Publius    |

### Q
| Italiano | Corso      | Francese        | Spagnolo | Portoghese | Catalano | Occitano | Gallego | Romeno     | Latino   |
| -------- | ---------- | --------------- | -------- | ---------- | -------- | -------- | ------- | ---------- | -------- |
| Quinto   | Quint(in)u | Quinte, Quentin | Quinto   | Quinto     | Quint    |          | Quinto  | Cvintilian | Quintus  |
| Quirino  |            | Quirin          | Quirino  | Quirino    | Quirí    |          | Quirino | Cvirin     | Quirinus |

### R
| Italiano          | Corso     | Francese          | Occitano | Catalano       | Spagnolo | Gallego  | Portoghese       | Romeno  | Romancio | Latino      |
| ----------------- | --------- | ----------------- | -------- | -------------- | -------- | -------- | ---------------- | ------- | -------- | ----------- |
| Raffaele          | Reffaellu | Raphaël           | Rafèu    | Rafael, Ràfols | Rafael   | Rafael   | Rafael           | Rafael  |          | Raphael     |
| Raimondo          | Raimondu  | Raymond           | Raimon   | Ra(i)mon       | Ramón    | Ramón    | Raimundo         | Raimund |          | Raimundus   |
| Ramiro            |           | Ramire            | Ramir    | Ramir          | Ramiro   | Ramiro   | Ramiro           | Ramiro  |          | Ra(ni)mirus |
| Randolfo          |           | Ralph, Raoul      | Raol     | Raül           | Raúl     | Raúl     | Raul             | Raul    |          | Randolphus  |
| Raniero, Ranieri  | Rinieru   | Rainier           | Rainièr  | Ranier         | Rainiero | Rainerio | Ranieri          |         |          | Rainerius   |
| R(eg)inaldo       |           | Reinald, Renaud   |          | Re(g)inaldo    | Reinaldo | Reinaldo | Reinaldo         |         |          | Reinaldus   |
| Remigio           | Remigiu   | Rémi              | Romieg   | Remigi         | Remigio  | Remixio  | Remígio          | Remigiu | Rumetg   | Remigius    |
| Remo              |           | Rémus             | Rème     | Rem(us)        | Remo     | Remo     | Remo             | Remus   |          | Remus       |
| Renato            | Rinatu    | René              | Renat    | Renat          | Renato   | Renato   | Renato           |         |          | Renatus     |
| Riccardo          | Riccardu  | Richard           | Ricard   | Ricard         | Ricardo  | Ricardo  | Ricardo          | Richard |          | Ricardus    |
| Roberto           | Rubertu   | Robert            | Robèrt   | Robert         | Roberto  | Roberto  | Roberto          | Robert  |          | Robertus    |
| Rocco             | Roccu     | Roch              | Ròc      | Roc            | Roque    | Roque    | Roque            | Rochus  | Roc      | Rochus      |
| Rodolfo           | Rudolfu   | Rodolphe          | Rodòlf   | Rodolf         | Rodolfo  | Rodolfo  | Rodolfo          | Rudolf  |          | Rudolphus   |
| Rodrigo, Roderico | Ruderigu  | Rodrigue, Rodéric | Roderic  | Roderic        | Rodrigo  | Rodrigo  | Rodrigo, Rui     | Roderic |          | Rodericus   |
| Romano            | Rumanu    | Romain            | Roman    | Romà           | Romano   | Romano   | Romano           | Roman   |          | Romanus     |
| Romeo             | Rumeu     | Roméo             |          | Romeu          | Romeo    | Romeo    | Romeu            | Romeo   |          | Romaeus     |
| Romolo            |           | Romule            | Romul    | Ròmul          | Rómulo   | Rómulo   | Rómulop, Rômulob | Romul   |          | Romulus     |
| Ruf(in)o          |           | Rufin             | Rufin    | Ruf(í)         | Ruf(in)o | Ruf(in)o | Ruf(in)o         | Rufin   |          | Ruf(in)us   |
| Ruben             |           | Ruben             |          | Rubén          | Rubén    |          | Rubem            |         |          | Ruben       |
| Ruggero           | Ruggeru   | Roger             | Rogièr   | Roger          | Rogelio  | Roxelio  | Rogério          |         |          | Rogerius    |

### S
| Italiano       | Corso      | Francese          | Occitano       | Catalano       | Spagnolo     | Gallego    | Portoghese | Romeno           | Romancio           | Latino      |
| -------------- | ---------- | ----------------- | -------------- | -------------- | ------------ | ---------- | ---------- | ---------------- | ------------------ | ----------- |
| Sabino, Savino |            | Sabin, Savin      | Savin          | Sabí           | Sabino       | Sabino     | Sabino     | Sabin            |                    | Sabinus     |
| Salomone       | Salomone   | Salomon           | Salomon        | Salomó         | Salomón      | Salomón    | Salomão    | Solomon          |                    | Salomon     |
| Salvatore      | Salvadore  | Sauveur           |                | Salvador       | Salvador     | Salvador   | Salvador   | Salvator         |                    | Salvator    |
| Samuele        | Samuele    | Samuel            |                | Samuel         | Samuel       | Samuel     | Samuel     | Samuil           |                    | Samuel      |
| Sansone        |            | Samson            | Samson         | Sansó          | Sansón       | Sansón     | Sansão     | Samson           |                    | Samson      |
| Sanzio         |            | Sanche            | Sanç           | Sanç           | Sancho       | Sancho     | Sancho     |                  |                    | Sanctius    |
| Saturnino      | Saturninu  | Saturnin          | Saturnin       | Sadurní        | Saturnino    | Saturno    | Saturnino  | Saturnin         |                    | Saturninus  |
| Saul(o)        |            | Saül              | Saul           | Saül, Saule    | Saúl, Saulo  | Saul       | Saul       | Saul             |                    | Saul        |
| Saverio        | Saveriu    | Xavier            | Xavièr         | Xavier         | Javier       | Xavier     | Xavier     | Xaveriu          |                    | Xaverius    |
| Scipione       |            | Scipion           | Scipion        | Escipió        | Escipión     | Escipión   | Cipião     | Scipio           |                    | Scipio      |
| Sebastiano     | Bastianu   | Sebastien         | Sebastian      | Sebastià       | Sebastián    | Sebastián  | Sebastião  | Sebastian        | Bistgaun, Bastiaun | Sebastianus |
| Secondo        | Secondu    | Second            |                | Segon          | Segundo      | Segundo    | Segundo    | Secund           |                    | Secundus    |
| Senofonte      |            | Xénophon          | Xenofont       | Xenofont       | Jenofonte    | Xenofonte  | Xenofonte  | Xenofon          |                    | Xenophon    |
| Serafino       | Serafinu   | Séraphin          |                | Serafí         | Serafín      | Serafín    | Serafim    | Serafim          |                    | Seraphinus  |
| Sergio         | Sergiu     | Serge             | Sèrgi          | Sergi          | Sergio       | Serxio     | Sérgio     | Sergiu           |                    | Sergius     |
| Sesto, Sisto   | Sistu      | Sixte             | Sixt           | Sixt(e)        | Sexto, Sixto | Sisto      | Sexto      | Sixtu            |                    | Sixtus      |
| Settim(i)o     | Settimu    | Septime           | Septimi        | Septimi        | Septimio     | Septimio   | Septímio   | Septimiu         |                    | Septimius   |
| Sever(in)o     | Severinu   | Sévère, Séverin   | Sevèr, Severin | Sever(í)       | Sever(in)o   | Severo     | Sever(in)o | Sever(in)        |                    | Severus     |
| Sigfrido       |            | Siegfried         |                | Sigfrid, Sifre | Sigfrido     | Sigfrido   | Sigfrido   |                  |                    | Sigifredus  |
| Sigismondo     | Sigismondu | Sigismond         | Sigismond      | Segimon        | Segismundo   | Sixismundo | Sigismundo | Sigismund        |                    | Sigismundus |
| Silvano        | Silvanu    | Sylvain           | Silvan         | Silvá          | Silvano      | Silvano    | Silvano    | Silvan           |                    | Silvanus    |
| Silverio       | Siliveriu  | Silvère           | Silvèri        | Silveri        | Silverio     | Silverio   | Silvério   | Silveriu         |                    | Silverius   |
| Silvestro      | Silivestru | Sylvestre         | Silvèstre      | Silvestre      | Silvestre    | Silvestre  | Silvestre  | Silvestru        | Silvester          | Silvester   |
| Silvio         | Silviu     | Sylvius           |                | Silvi          | Silvio       | Silvio     | Sílvio     | Silviu           |                    | Silvius     |
| Simmaco        |            | Symmaque          | Simmac         | Símmac         | Símaco       | Símaco     | Símaco     |                  |                    | Symmachus   |
| Sim(e)one      | Simone     | Sim(é)on          | Simon          | Sim(e)ó        | Sim(e)ón     | Simón      | Sim(e)ão   | Simion, Sim(e)on | Simon, Schimun     | Simon       |
| Sotero         |            | Sôter, Sotère     | Sòter          | Soter          | Sotero       | Sotero     | Sotero     | Soter            |                    | Soterius    |
| Spartaco       |            |                   |                | Espártac       | Espartaco    | Espartaco  | Espártaco  |                  |                    | Spartacus   |
| Spiridione     | Spiridione | Spyridon          |                | Espiridió      | Espiridión   |            | Espiridião | Spiridon         |                    | Spiridion   |
| Stanislao      | Stanislau  | Stanislas         | Stanislas      | Estanislau     | Estanislao   | Estanislao | Estanislau | Stanislau        |                    | Stanislaus  |
| Stefano        | Stefanu    | Étienne, Stéphane | Estève         | Esteve         | Esteban      | Estevo     | Estêvão    | Ştefan           | Stiafen, Steffan   | Stephanus   |

### T
| Italiano  | Corso     | Francese           | Occitano | Catalano          | Spagnolo  | Gallego   | Portoghese  | Romeno         | Romancio   | Latino      |
| --------- | --------- | ------------------ | -------- | ----------------- | --------- | --------- | ----------- | -------------- | ---------- | ----------- |
| Taddeo    | Taddeu    | Thaddée            |          | Tadeu             | Tadeo     | Tadeo     | Tadeu       | Tadeu          |            | Thaddaeus   |
| Tancredi  |           | Tancrède           | Tancred  | Tancred           | Tancredo  | Tancredo  | Tancredo    | Tancred        |            | Tancredus   |
| Tarquinio |           | Tarquin            |          | Tarquini          | Tarquinio | Tarquinio | Tarquínio   | Tarquin        |            | Tarquinius  |
| Tazio     |           | Tatien             |          | Taci              | Tacio     | Tacio     | Tácio       |                |            | Tatius      |
| Telesforo | Telesforu | Télesphore         | Telesfòr | Telèsfor          | Telesforo | Telésforo | Telésforo   | Telesfor       |            | Telesphorus |
| Teobaldo  |           | Thibaut            |          | Teobald           | Teobaldo  | Teobaldo  | Teobaldo    | Teobald        |            | Thobaldus   |
| Teodorico | Teodoricu | Thierry, Théoderic | Teodoric | Teodoric, Teodolí | Teodorico | Teodorico | Teodorico   | Teodoric       |            | Theodoricus |
| Teodoro   | Teodoru   | Théodore           | Teodòr   | Teodor            | Teodoro   | Teodoro   | Teodoro     | Teodoru, Tudor |            | Theodorus   |
| Teodosio  | Teodosiu  | Théodose           | Teodosi  | Teodosi           | Teodosio  | Teodosio  | Teodósio    | Teodosie       | Teodosi    | Theodosius  |
| Teofilo   | Teofilu   | Théophile          | Teofil   | Teòfil            | Teófilo   | Teófilo   | Teófilo     | Teofil         | Teofil     | Theophilus  |
| Terenzio  |           | Terence            |          | Terenci           | Terencio  | Terencio  | Terêncio    | Terenţiu       |            | Terentius   |
| Tiberio   | Tiberiu   | Tibère             | Tibèri   | Tiberi            | Tiberio   | Tiberio   | Tibério     | Tiberiu        |            | Tiberius    |
| Timoteo   | Timoteu   | Timothée           |          | Timoteu           | Timoteo   | Timóteo   | Timóteo     | Timotei        |            | Timotheus   |
| Tito      |           | Tite               |          | Tit               | Tito      | Tito      | Tito        | Titu           |            | Titus       |
| Tobia     | Tobia     | Tobie              |          | Tobies            | Tobías    | Tobías    | Tobias      | Tobias         | Tobias     | Tobias      |
| Tommaso   | Tomasgiu  | Thomas             | Tomàs    | Tomàs             | Tomás     | Tomé      | Tomás, Tomé | Tuomas         | Tuma(i)sch | Thomas      |
| Traiano   | Traianu   | Trajan             | Trajan   | Trajà             | Trajano   | Traxano   | Trajano     | Traian         |            | Traianus    |
| Tristano  |           | Tristan            |          | Tristany          | Tristán   | Tristán   | Tristão     | Tristan        |            | Tristanus   |
| Tullio    |           |                    |          | Tul•li            | Tulio     | Tulio     | Túlio       |                |            | Tullius     |

### U
| Italiano   | Corso  | Francese | Spagnolo   | Portoghese | Catalano | Occitano | Gallego  | Romeno  | Romancio | Latino    |
| ---------- | ------ | -------- | ---------- | ---------- | -------- | -------- | -------- | ------- | -------- | --------- |
| Ubaldo     |        |          | Ubaldo     | Ubaldo     |          |          |          |         |          |           |
| Uberto     |        | Hubert   | Huberto    | Huberto    | Hubert   |          | Huberto  | Hubert  |          |           |
| Ugo        | Ugu    | Hugues   | Hugo       | Hugo       | Hug      |          | Hugo     | Hugo    |          | Hugo      |
| Ul(de)rico |        | Ulrich   | Ul(da)rico | Ulrico     | Ulric    |          | Ulrico   | Ulric   | Duri     | Uldericus |
| Ulisse     |        | Ulysse   | Ulises     | Ulisses    | Ulisses  | Ulisses  | Ulises   | Ulise   |          | Ulixes    |
| Umberto    |        | Humbert  | Humberto   | Humbert    | Humbert  |          | Humberto | Humbert |          | Humbertus |
| Urbano     | Urbanu | Urbain   | Urbano     | Urbano     | Urbà     | Urban    | Urbano   | Urban   |          | Urbanus   |

### V
| Italiano           | Corso     | Francese          | Spagnolo           | Portoghese  | Catalano       | Occitano | Gallego   | Romeno              | Romancio | Latino       |
| ------------------ | --------- | ----------------- | ------------------ | ----------- | -------------- | -------- | --------- | ------------------- | -------- | ------------ |
| Valdemaro          |           | Valdemar          | Valdemar           | Valdemar    | Valdemar       |          | Valdemar  | Valdemar            |          | Valdemarus   |
| Valente, Valentino | Valentinu | Valentin          | Valente, Valentín  | Valentim    | Valent(í)      | Valentin | Valentín  | Valentin            | Valentin | Valentinus   |
| Valeri(an)o        | Valeriu   | Valère            | Valeri(an)o        | Valério     | Valeri         | Valèri   | Valerio   | Valer(iu), Valerian |          | Valeri(an)us |
| Venanzio           |           | Venant, Venance   | Venancio           | Venâncio    | Venanci        | Venance  | Venancio  | Venanţiu            | Venanzi  | Venantius    |
| Venceslao          | Venceslau | Venceslas         | Venceslao          | Venceslau   | Venceslau      |          | Venceslao | Venceslau           |          | Venceslaus   |
| Vigilio            | Vigiliu   | Vigile            | Vigilio            | Vigílio     | Vigili         | Vigili   | Vixilio   | Vigiliu             | Vigeli   | Vigilius     |
| Vilfredo           |           | Guifred, Wilfried | Wilfredo, Guifredo |             | Guifré         | Guifred  |           |                     |          | Vilfridus    |
| Vincenzo           | Vincensiu | Vincent           | Vicente            | Vicente     | Vicent, Vicenç | Vincenç  | Vicente   | Vincenţiu           | Vincenz  | Vincentius   |
| Virgilio           | Virgiliu  | Virgile           | Virgilio           | Virgílio    | Virgili        | Virgili  | Virxilio  | Virgiliu            |          | Vergilius    |
| Vitale, Vitaliano  | Vitale    | Vital(ien)        | Vital(iano), Vidal | Vital(iano) | Vitalià, Vidal | Vitalian | Vitaliano | Vitalian            |          | Vitalianus   |
| Vittorio           | Vittoriu  | Victor            | Víctor             | Vítor       | Víctor         | Victor   | Vítor     | Victor              | Vetger   | Victor       |
| Vladimiro          |           | Vladimir          | Vladimiro          | Vladimiro   | Vladimir       |          | Vladimiro | Vladimir            |          | Vladimirus   |

### Z
| Italiano | Corso     | Francese | Spagnolo | Portoghese | Catalano | Occitano | Gallego  | Romeno  | Romancio  | Latino     |
| -------- | --------- | -------- | -------- | ---------- | -------- | -------- | -------- | ------- | --------- | ---------- |
| Zaccaria | Zaccaria  | Zacarie  | Zacarías | Zacarias   | Zacaries |          | Zacarías | Zaharia | Zacharias | Zacharias  |
| Zaccheo  |           | Zachée   | Zaqueo   | Zaqueu     | Zaqueu   |          | Zaqueo   | Zaheu   | Zacheus   | Zacchaeus  |
| Zefirino | Ziffirinu | Zéphyrin | Ceferino | Zeferino   | Zeferí   | Zefirin  | Ceferino | Zefirin |           | Zephyrinus |
| Zeno(ne) | Zenone    | Zénon    | Zenón    | Zenão      | Zenó     |          | Zenón    | Zenon   |           | Zeno       |

## Nomi femminili

### A
| Italiano     | Corso      | Francese   | Spagnolo           | Portoghese         | Catalano            | Occitano  | Gallego     | Romeno         | Romancio | Latino    |
| ------------ | ---------- | ---------- | ------------------ | ------------------ | ------------------- | --------- | ----------- | -------------- | -------- | --------- |
| Ada          |            | Ada        | Ada                | Ada                | Ada                 |           | Ada         | Ada            |          |           |
| Addolorata   | Addulurata |            | Dolores, Lola      | Dores              | Dolors              |           | Dores       |                |          |           |
| Adelaide     | Adelaide   | Adélaïde   | Adelaide           | Adelaide           | Adelaida            | Adelaïda  | Adelaida    | Adelaida       |          |           |
| Adriana      |            | Adrienne   | Adriana            | Adriana            | Adriana             |           | Adriana     | Adriana        |          | Adriana   |
| Agata        | Agata      | Agathe     | Ágata              | Ágata              | Àgata               |           | Ádega       | Agata          |          | Agatha    |
| Aglaia       |            | Aglaé      | Aglaya             | Aglaia             | Aglaia              |           | Aglaia      | Aglaia         |          | Aglaia    |
| Agnese       | Gnese      | Agnès      | Inés               | Inês               | Agnès               |           | Inés        | Agnesa, Agneza | Nescha   | Agnes     |
| Alessandra   |            | Alexandra  | Alejandra          | Alexandra          | Alexandra           |           | Alexandra   | Alexandra      |          | Alexandra |
| Alessia      |            | Alexia     | Alexia             | Alexia             | Aleixa              |           | Alexia      |                |          |           |
| Alice        |            | Alice      | Alicia             | Alice, Alícia      | Alícia              |           | Alicia      |                |          |           |
| Amalia       |            | Amalia     | Amalia             | Amália             | Amàlia              |           | Amalia      | Amalia         |          |           |
| Amanda       |            | Amanda     | Amanda             | Amanda             | Amanta              |           | Amanda      | Amanda         |          |           |
| Amelia       |            | Amélie     | Amelia             | Amélia             | Amèlia              |           | Amelia      |                |          |           |
| Anastasia    | Nastasgia  | Anastasia  | Anastasia          | Anastácia          | Anastàsia           |           | Anastasia   | Anastasia      |          | Anastasia |
| Andreina     |            | Andrée     | Andre(ín)a         | Andreia            | Andreïna            |           | Andrea      | Andreea        |          |           |
| Angela       | Anghjula   | Angèle     | Angela             | Angela             | Àngela              |           | Anxa        | Angela         |          |           |
| Angelica     |            | Angélique  | Angélica           | Angélica           | Angèlica            |           |             |                |          | Angelica  |
| Anna         | Anna       | Anne       | Ana, Anita         | Ana                | Aina                |           | Ana         | Ana            | Onna     | Anna      |
| Annunziata   | Nunziata   | Annonciade | Anunciación        | Anunciação         | Anunciació          |           | Anunciación |                |          |           |
| Antigone     |            | Antigone   | Antígona           | Antígona           | Antígona            |           | Antigona    | Antigona       |          | Antigone  |
| Antoni(ett)a | Antonia    | Antoinette | Antonia            | Antóniap, Antôniab | Antònia             | Antonieta | Antona      | Antonia        |          | Antonia   |
| Apollonia    | Pullonia   | Apollonie  | Apolonia           | Apolónia           | Apol·lònia          |           | Apolonia    | Apolonia       |          | Apollonia |
| Arianna      |            | Ariane     | Ariadna            | Ariadne            | Ariadna             |           | Ariadna     | Ariadna        |          | Ariadna   |
| Assunta      | Assunta    | Assomption | Asunción, Assumpta | Assunção           | Assumpció, Assumpta |           | Asunción    |                |          |           |
| Augusta      |            | Augusta    | Augusta            | Augusta            | Augusta             |           | Augusta     | Augustina      |          | Augusta   |
| Aurelia      |            | Aurélie    | Aurelia            | Aurélia            | Aurèlia             |           | Aurelia     | Aurelia        |          | Aurelia   |

### B
| Italiano          | Francese              | Spagnolo  | Portoghese | Catalano | Occitano | Galiziano | Romeno         | Romancio  | Latino     |
| ----------------- | --------------------- | --------- | ---------- | -------- | -------- | --------- | -------------- | --------- | ---------- |
| BBarbara          | Barbara               | Bárbara   | Bárbara    | Bàrbara  |          | Bárbara   | Barbara        | Bar(b)la  | Barbara    |
| Beatrice          | Béatrice              | Beatriz   | Beatriz    | Beatriu  | Beatriz  | Beatriz   | Beatrice       |           | Beatrix    |
| Benedetta         | Bénédicte             | Benedicta | Benedita   | Beneta   |          | Beieita   | Benedicta      | Benedicta | Benedicta  |
| Bianca            | Blanche               | Blanca    | Branca     | Blanca   |          | Branca    | Blanca, Bianca |           | Blanca     |
| Bibiana           | Bibiane               | Bibiana   | Bibiana    | Bibiana  |          |           | Bibiana        |           | Vibiana    |
| Blandina          | Blandine              | Blandina  | Blandina   | Blandina |          |           | Blandina       |           | Bland(in)a |
| Brigida, Brigitta | Brigitte              | Brígida   | Brígida    | Brígida  |          | Bríxida   | Brigita        | Brida     |            |
| Bruna             | Bruna                 | Bruna     | Bruna      | Bruna    |          | Bruna     |                |           |            |
| Brunilde          | Brunehilde, Brunehaut | Brunilda  | Brunilde   | Brunilda |          | Brunilde  |                |           | Brunhilda  |

### C
| Italiano      | Corso     | Francese   | Spagnolo   | Portoghese | Catalano   | Occitano | Galiziano             | Romeno     | Romancio             | Latino       |
| ------------- | --------- | ---------- | ---------- | ---------- | ---------- | -------- | --------------------- | ---------- | -------------------- | ------------ |
| Calliope      |           | Calliope   | Calíope    | Calíope    | Cal•líope  |          | Calíope               | Calliope   |                      | Calliope     |
| Camilla       |           | Camille    | Camila     | Camila     | Camil·la   |          | Camila                | Camila     |                      | Camilla      |
| Candida       |           | Candide    | Cándida    | Cândida    | Càndida    |          | Cándida               |            |                      | Candida      |
| Carlotta      |           | Charlotte  | Carlota    | Carlota    | Carlota    |          | Carlota               |            |                      | Carlota      |
| Carmela       |           | Carmel     | Carmen     | Carmen     | Carme      |          | Carme                 | Carmen     |                      | Carmela      |
| Carolina      |           | Caroline   | Carolina   | Carolina   | Carolina   |          | Carolina              | Carolina   |                      | Carola       |
| Cassandra     |           | Cassandre  | Casandra   | Cassandra  | Cassandra  |          | Casandra              | Casandra   |                      | Cassandra    |
| Caterina      | Catalina  | Catherine  | Catalina   | Catarina   | Caterina   | Catarina | Catarina              | Ecaterina  | Cat(a)rina, Chatrina | Catharina    |
| Cecilia       | Cicilia   | Cécile     | Cecilia    | Cecília    | Cecília    | Cecília  | Cecilia               | Cecilia    | Cilgia               | Caecilia     |
| Celeste       | Celestina | Céleste    | Celeste    | Celeste    | Celest     |          | Celeste               | Celestina  |                      | Caelestis    |
| Chiara, Clara | Chjara    | Claire     | Clara      | Clara      | Clara      | Clara    | Clara                 | Clara      | Clara                | Clara        |
| Cinzia        |           | Cynthia    | Cint(h)ia  | Cíntia     | Cíntia     |          | Cintia                |            |                      | Cynthia      |
| Claudia       |           | Claude     | Claudia    | Cláudia    | Clàudia    |          | Claudia               | Claudia    |                      | Claudia      |
| Clelia        |           | Clélie     | Clelia     | Clélia     |            |          |                       |            |                      | Cloelia      |
| Clementina    |           | Clémentine | Clementina | Clementina | Clementina |          | Clementina            | Clementina |                      | Clementi(n)a |
| Cleopatra     |           | Cléopâtre  | Cleopatra  | Cleópatra  | Cleòpatra  |          | Cleopatra             | Cleopatra  |                      | Cleopatra    |
| Clotilde      | Cluttilda | Clotilde   | Clotilde   | Clotilde   | Clotilde   | Clotilda | Clotilde              | Clotilda   | Clotilda             | Clotildis    |
| Colomba       | Culomba   | Colombe    | Columba    | Columba    | Coloma     |          | Comba                 |            |                      | Columba      |
| Concetta      |           |            | Concepción | Conceição  | Concepció  |          | Concepción, Conceizón |            |                      | Concepta     |
| Corinna       |           | Corinne    | Corina     | Corina     | Corina     |          | Corina                | Corina     |                      | Corinna      |
| Cornelia      |           | Cornelie   | Cornelia   | Cornélia   | Cornèlia   |          | Cornelia              | Cornelia   |                      | Cornelia     |
| Costanza      | Custanzia | Constance  | Constanza  | Constança  | Constança  |          | Constanza             | Constanţa  |                      | Constantia   |
| Cristiana     |           | Christiane | Cristiana  | Cristiana  | Cristiana  |          |                       | Cristiana  |                      | Christiana   |
| Cristina      | Cristina  | Christine  | Cristina   | Cristina   | Cristina   |          | Cristina              | Cristina   | Cristina             | Christina    |
| Cunegonda     | Cunegonda | Cunégonde  | Cunegunda  | Cunegunda  | Cunegunda  |          | Cunegunda             | Cunegunda  |                      | Cunigundis   |

### D
| Italiano      | Francese          | Spagnolo  | Portoghese | Catalano          | Occitano | Galiziano | Romeno   | Latino      |
| ------------- | ----------------- | --------- | ---------- | ----------------- | -------- | --------- | -------- | ----------- |
| Dafne         | Daphné            | Dafne     | Dafne      | Dafne             |          | Dafne     | Daphne   | Daphne      |
| Daniela       | Danièle, Danielle | Daniela   | Daniela    | Daniela           |          | Daniela   | Daniela  |             |
| Debora        | Déborah           | Débora    | Débora     | Dèbora            |          | Débora    |          |             |
| Delfina       | Delphine          | Delfina   | Delfina    | Delfina           | Daufine  | Delfina   |          | Delphina    |
| Desdemona     | Desdémone         | Desdémona | Desdemona  | Desdèmona         |          | Desdémona |          |             |
| Diana         | Diane             | Diana     | Diana      | Diana             |          | Diana     | Diana    | Diana       |
| Dionisia      | Denise            | Dionisia  | Dionísia   | Dionisa, Dionísia |          |           |          |             |
| Domenica      | Dominique         | Dominga   |            | Dominica          |          |           |          |             |
| Domitilla     | Domitille         | Domitila  | Domitila   | Domicil·la        |          | Domitila  | Domitila | Domiti(ll)a |
| Donata        | Donatienne        | Donata    | Donata     | Donata            |          |           | Donatela |             |
| Doris, Doride | Doris             | Doris     | Dóris      | Doris             |          | Doris     | Doris    | Doris       |
| Dorotea       | Dorothée          | Dorotea   | Dorothéia  | Dorotea           |          | Dorotea   | Doroteea | Dorothea    |
| Drusilla      | Drusilla          | Drusila   | Drusila    | Drusil·la         |          | Drusila   |          | Drusilla    |

### E
| Italiano    | Francese               | Spagnolo      | Portoghese         | Catalano          | Occitano   | Galiziano   | Romeno      | Romancio              | Latino        |
| ----------- | ---------------------- | ------------- | ------------------ | ----------------- | ---------- | ----------- | ----------- | --------------------- | ------------- |
| Edvige      | Edwige                 | Eduvigis      | Edwiges            | Eduvigis          |            | Eduvixes    | Hedviga     |                       | Hedvigis      |
| Eglantina   | Églantine              | Eglantina     | Eglantina          |                   |            |             |             |                       |               |
| Elena       | Hélène                 | Elena, Helena | Helena             | Elena, Helena     | Elena      | Helena      | Elena       |                       | Helena        |
| Eleonora    | Éléonore               | Leonor        | Leonor             | Leonor            |            | Eleonor     | Eleonora    |                       | Alienora      |
| Elettra     | Électre                | Electra       | Electra            | Electra           |            | Electra     | Electra     |                       | Electra       |
| Elga        | Helga                  | Helga         | Elga               | Helga             |            | Helga       | Helga       |                       | Helga         |
| Elisabetta  | Élisabeth              | Isabel        | Isabel             | Elisabet, Isabel  | Elisabeta  | Isabel      | Elisabeta   | Elisabetta, Lisabetta | Elisabetha    |
| Eloisa      | Héloïse                | Eloísa        | Heloísa            | Eloïsa            |            | Heloísa     |             |                       | Heloisa       |
| Elvira      | Elvire                 | Elvira        | Elvira             | Elvira            |            | Elvira      | Elvira      |                       | Elvira        |
| Emanuela    | Emmanuelle             | Manuela       | Manuela            | Man(u)ela         |            | Manuela     | Manuela     |                       | Emmanuela     |
| Emerenziana | Émerentienne, Émerance | Emerenciana   | Emerenciana        | Emerenciana       |            |             | Emerenţiana |                       | Emerenti(an)a |
| Emilia      | Émilie                 | Emilia        | Emília             | Emília            |            | Emilia      | Emilia      |                       | Aemilia       |
| Emma        | Emma                   | Em(m)a        | Ema                | Emma              |            | Emma        | Ema         |                       | Emma          |
| Enrica      | Henriette              | Enriqueta     | Henriqueta         | Enriqueta         | Enriqueta  | Henriqueta  | Henrieta    |                       | Henrica       |
| Erica       | Erica                  | Erica         | Érica              | Èrica             |            |             |             | Erica                 | Erica         |
| Ermengarda  | Ermengarde             | Ermengarda    | Hermengarda        | Ermengarda        | Ermengarda | Ermengarda  |             |                       | Ermengarda    |
| Erminia     | Herminie               | Erminia       | Hermínia           | Ermínia, Hermínia |            | Herminia    | Hermina     |                       | Herminia      |
| Ernestina   | Ernestine              | Ernestina     | Ernestina          | Ernestina         |            | Ernest(in)a | Ernest(in)a |                       | Ernest(in)a   |
| Ersilia     | Hersilie               | Hersilia      | Hersília           | Hersília          |            |             | Ersilia     |                       | Hersilia      |
| Ester       | Esther                 | Ester         | Estér              | Est(h)er          |            | Ester       | Estera      |                       | Esther        |
| Eudossia    | Eudoxie                | Eudoxia       | Eudóxia            | Eudòxia           |            | Eudosia     | Eudoxia     |                       | Eudoxia       |
| Eufemia     | Euphémie               | Eufemia       | Eufémia            | Eufèmia           |            | Eufemia     | Eufemia     |                       | Euphemia      |
| Eufrosina   | Euphrosyne             | Eufrósine     | Eufrosina          | Eufrosina         |            | Eufrosina   | Eufrosina   |                       | Euphrosyne    |
| Eugenia     | Eugénie                | Eugenia       | Eugéniap, Eugêniab | Eugènia           |            | Euxenia     | Eugenia     |                       | Eugenia       |
| Eulalia     | Eulalie                | Eulalia       | Eulália            | Eulàlia           | Eulàlia    | Eulalia     | Eulalia     |                       | Eulalia       |
| Eva         | Ève                    | Eva           | Eva                | Eva               | Èva        | Eva         | Eva         |                       | Eva           |
| Evelina     | Évelyne                | Evelina       | Evelina            | Evelina           | Evelina    |             | Evelina     |                       |               |

### F
| Italiano   | Francese   | Spagnolo   | Portoghese | Catalano            | Occitano | Galiziano | Romancio  | Romeno  | Latino    |
| ---------- | ---------- | ---------- | ---------- | ------------------- | -------- | --------- | --------- | ------- | --------- |
| Fabia(na)  | Fabienne   | Fabia      | Fábia      | Fabiola             |          | Fabia     | Fabi(an)a |         | Fabi(an)a |
| Fantina    | Fantine    | Fantina    |            |                     |          |           |           |         |           |
| Fatima     | Fatima     | Fátima     | Fátima     | Fàtima              |          | Fátima    | Fatima    |         |           |
| Faust(in)a | Faustine   | Faust(in)a | Faustina   | Faustina            |          |           | Faustina  |         |           |
| Federica   | Frédérique | Federica   | Frederica  | Frederica           |          | Frederica | Frederica | Fadrina | Friderica |
| Fedra      | Phèdre     | Fedra      | Fedra      | Fedra               |          | Fedra     | Fedra     |         | Phaedra   |
| Felicita   | Félicité   | Felicitas  | Felicidade | Felicitat           |          | Felicitas | Felicia   |         | Felicitas |
| Filippa    | Philippa   | Felipa     | Filipa     | Felipa              |          |           |           |         |           |
| Filomena   | Philomène  | Filomena   | Filomena   | Filomena            |          | Filomena  | Filomena  |         | Philomena |
| Fiorenza   | Florence   | Florencia  |            | Florença, Florència |          |           |           |         |           |
| Flaminia   | Flamine    | Flaminia   |            | Flamínia            |          |           |           |         | Flaminia  |
| Flavia     | Flavie     | Flavia     | Flávia     | Flàvia              |          | Flavia    | Flavia    |         | Flavia    |
| Flora      | Flore      | Flora      | Flora      | Flora               |          | Flora     | Flora     | Flurina | Flora     |
| Fortunata  | Fortunée   | Fortunata  | Fortunata  | Fortunata           |          |           |           |         |           |
| Francesca  | Françoise  | Francisca  | Francisca  | Francesca           |          | Francisca | Francesca |         | Francisca |
| Frida      | Frieda     | Frida      |            | Frida               |          | Frida     |           |         |           |

### G
| Italiano     | Corso       | Francese                | Spagnolo    | Portoghese  | Catalano      | Occitano  | Galiziano   | Romeno       | Romancio | Latino      |
| ------------ | ----------- | ----------------------- | ----------- | ----------- | ------------- | --------- | ----------- | ------------ | -------- | ----------- |
| Gabriela     |             | Gabrielle               | Gabriela    | Gabriela    | Gabriela      |           | Gabriela    | Gabriela     |          | Gabriela    |
| Galatea      |             | Galatée                 | Galatea     | Galateia    | Galatea       |           | Galatea     | Galatea      |          | Galatea     |
| Gelsomina    |             | Jasmine                 | Jazmín      | Yasmin      | Jasmina       |           | Xasmína     | Iasmina      |          | Iasmina     |
| Geltrude     | Gertrude    | Gertrude                | Gertrudis   | Gertrudes   | Gertrudis     |           | Xertrude    | Gertrud      |          | Gertrudis   |
| Genoveffa    | Ghjenuveffa | Geneviève               | Genoveva    | Genoveva    | Genoveva      |           | Xenoveva    | Genoveva     | Genoveva | Genovefa    |
| Germana      |             | Germaine                | Germana     | Germana     | Germana       |           | Xermana     |              |          | Germana     |
| Giacoma      | Ghjacumetta | Jacqueline              |             | Jacqueline  | Jaumeta       |           | Xaquelina   |              |          | Iacob(in)a  |
| Ginevra      |             | Guenièvre               | Ginebra     | Genebra     | Ginebra       |           | Xenevra     |              |          |             |
| Giorgia      | Ghjurghjina | Georgie, Georgette      | Georgina    | Jorgina     | Georgina      |           | Xeorxina    |              |          | Georgia     |
| Gi(ov)anna   | Ghjuvanna   | Jeanne                  | Juana       | Joana       | Joana         | Joana     | Xoana       | Ioana        |          | Ioanna      |
| Gisella      |             | Gisèle                  | Gisela      | Gisela      | Gisela        |           | Xisela      | Gisela       |          |             |
| Giuditta     |             | Judith                  | Judit       | Judite      | Judit         |           | Xudite      | Iudita       | Giuditta | Iudith      |
| Giuli(an)a   | Ghjuli(an)a | Juli(an)e               | Julia       | Júlia       | Júlia         | Juli(an)a | Xulia       | Iulia        |          | Iulia       |
| Giusepp(in)a |             | Joséphine               | Josefina    | Josefina    | Josefina      |           | Xosef(in)a  | Iosefina     |          | Ioseph(in)a |
| Giustina     |             | Justine                 | Justina     | Justina     | Justina       |           | Xustina     | Iustina      |          | Iustina     |
| Gliceria     |             |                         |             |             |               |           | Gliceria    | Glicheria    |          | Glyceria    |
| Gloria       |             | Gloria                  | Gloria      | Glória      | Glòria        |           | Gloria      | Gloria       |          |             |
| Grazia       |             | Gratienne               | Gracia      | Graçia      | Gràcia        |           | Gracia      | Graţiela     |          | Gratia      |
| Griselda     |             | Griselda                | Griselda    |             | Griselda      |           | Griselda    |              |          |             |
| Guendalina   |             | Gwendoline              | Guendalina  |             |               |           | Güendolina  |              |          |             |
| Guglielmina  |             | Guillemette, Guillemine | Guillermina | Guilhermina | Guillerm(in)a |           | Guillermina | Vilhelm(in)a |          |             |

### I
| Italiano   | Francese   | Spagnolo   | Portoghese | Catalano   | Occitano  | Galiziano  | Romeno     | Romancio  | Latino     |
| ---------- | ---------- | ---------- | ---------- | ---------- | --------- | ---------- | ---------- | --------- | ---------- |
| Ida        | Ida        | Ida        | Ida        | Ida        |           | Ida        |            |           |            |
| Ildegarda  | Hildegarde | Hildegarda | Hildegarda | Hildegarda | Ildegarda | Hildegarda | Hildegarda | Hildegard | Hildegarda |
| Ildegonda  | Hildegonde | Hildegunda |            | Hildegunda |           |            |            |           |            |
| Immacolata | Immaculée  | Inmaculada | Imaculada  | Immaculada |           | Inmaculada |            |           | Immaculata |
| Iolanda    | Yolande    | Yolanda    | Iolanda    | Iolanda    |           | Iolanda    | Iolanda    |           |            |
| Ippolita   | Hippolyte  | Hipólita   | Hipólita   | Hipòlita   |           |            | Hipolita   |           | Hippolyta  |
| Irene      | Irène      | Irene      | Irene      | Irene      |           | Irene      | Irina      |           | Irena      |
| Isotta     | Iseult     | Isolda     | Isolda     | Isolda     |           | Isolda     | Isolda     |           |            |

### L
| Italiano        | Francese   | Spagnolo   | Portoghese | Catalano   | Occitano | Galiziano  | Romeno          | Romancio | Latino    |
| --------------- | ---------- | ---------- | ---------- | ---------- | -------- | ---------- | --------------- | -------- | --------- |
| Laura           | Laure      | Laura      | Laura      | Laura      | Laura    | Laura      | Laura           |          | Laura     |
| Lavinia         | Lavinia    | Lavinia    | Lavínia    | Lavínia    |          | Lavinia    | Lavinia         |          | Lavinia   |
| Leopoldina      | Léopoldine | Leopoldina | Leopoldina | Leopoldina |          | Leopoldina | Leopoldina      |          |           |
| Letizia         | Lætitia    | Leticia    | Letícia    | Letícia    |          | Leticia    | Letiţia         |          | Laetitia  |
| Lidia           | Lydia      | Lidia      | Lídia      | Lídia      |          | Lidia      |                 |          | Lydia     |
| Linda           | Linda      | Linda      | Linda      | Linda      |          | Linda      | Linda           |          |           |
| Livia           | Livie      | Livia      | Livia      | Lívia      |          | Livia      | Livia           |          | Livia     |
| Lorenza         | Laurence   | Lorenza    | Lourença   | Llorença   |          | Lourenza   |                 |          | Laurentia |
| Luci(an)a       | Lucie      | Lucía      | Lúcia      | Llúcia     |          | Lucía      | Lucia           | Luzia    | Luci(an)a |
| Lucrezia        | Lucrèce    | Lucrecia   | Lucrécia   | Lucrècia   |          | Lucrecia   | Lucreţia        |          | Lucretia  |
| Ludmilla        | Ludmille   | Ludmila    | Ludmila    | Ludmila    |          |            | Ludmila         |          |           |
| Luisa, Ludovica | Louise     | Luisa      | Luísa      | Lluïsa     |          | Luisa      | Luiza, Ludovica | Ludivica |           |

### M
| Italiano         | Francese          | Spagnolo  | Portoghese       | Catalano             | Occitano  | Galiziano | Romeno    | Romancio           | Latino    |
| ---------------- | ----------------- | --------- | ---------------- | -------------------- | --------- | --------- | --------- | ------------------ | --------- |
| Maddalena, Magda | Madeleine         | Magdalena | Madalena         | Magdalena            | Magdalena | Madalena  | Magdalena | Madlaina, Madleina | Magdalena |
| Marcella         | Marcelle          | Marcela   | Marcela          | Marcel•la            |           |           | Marcela   |                    |           |
| Margherita       | Marguerite        | Margarita | Margarida        | Margarida, Margalida | Margarida | Margarida | Margareta | Margreta           | Margarita |
| Maria            | Marie             | María     | Maria            | Maria                | Maria     | María     | Maria     | Maria              | Maria     |
| Mariana          | Mariane           | Mariana   | Mariana          | Mariana              |           |           | Mariana   |                    |           |
| Marina           | Marine            | Marina    | Marina           | Marina               |           | Mariña    | Marina    |                    | Marina    |
| Marta            | Marthe            | Marta     | Marta            | Marta                |           | Marta     | Marta     |                    | Martha    |
| Martina          | Martine           | Martina   | Martina          | Martina              |           | Martiña   | Martina   |                    | Martina   |
| Marzia           | Marcienne         |           | Márcia           | Màrcia               |           | Marcia    | Marciana  |                    | Marcia    |
| Matilde          | Mathilde          | Matilde   | Matilde, Mafalda | Matilde              |           | Matilde   | Matilda   | Matilda            | Mathilda  |
| Melania          | Mélanie           | Melania   | Melânia          | Melània              |           | Melania   | Melania   |                    | Melania   |
| Melissa          | Melissa           | Melisa    | Melissa          | Melissa              |           | Melisa    | Melisa    |                    | Melissa   |
| Michela          | Michelle, Michèle | Miguela   | Miguelina        | Miquela              |           | Micaela   | Mihaela   |                    | Michaela  |
| Monica           | Monique           | Mónica    | Mónicap, Mônicab | Mònica               |           | Mónica    | Monica    | Mengia             | Monica    |
| Morgana          | Morgane           | Morgana   | Morgana          | Morgana              |           | Morgana   | Morgana   |                    |           |

### N
| Italiano  | Francese    | Spagnolo | Portoghese       | Catalano | Occitano | Galiziano | Romeno   | Latino |
| --------- | ----------- | -------- | ---------------- | -------- | -------- | --------- | -------- | ------ |
| Nadia     | Nadia       | Nadia    | Nádia            | Nàdia    |          | Nadia     | Nadia    |        |
| Natalia   | Nathalie    | Natalia  | Natália          | Natàlia  |          | Natalia   | Natalia  |        |
| Nicoletta | Nicole(tte) |          |                  | Nicolaua |          | Nicolasa  | Nicoleta |        |
| Nives     | Neige       | Nieves   | Neves            | Neus     |          | Neves     |          |        |
| Noemi     | Noémie      | Noemí    | Noémiap, Noêmiab | Noemí    |          | Noemí     | Noemi    | Noemi  |
| Norma     | Norma       | Norma    | Norma            | Norma    |          | Norma     | Norma    |        |

### O
| Italiano        | Francese | Spagnolo       | Portoghese | Catalano  | Occitano | Galiziano | Romeno    | Romancio | Latino    |
| --------------- | -------- | -------------- | ---------- | --------- | -------- | --------- | --------- | -------- | --------- |
| Odetta          | Odette   |                | Odete      | Odette    |          |           | Odeta     |          |           |
| Odilia, Ottilia | Othilia  | Odilia, Otilia | Odília     | Otília    |          | Odilia    | Otilia    |          |           |
| Ofelia          | Ophélie  | Ofelia         | Ofélia     | Ofèlia    |          | Ofelia    | Ofelia    |          |           |
| Olga            | Olga     | Olga           | Olga       | Olga      |          | Olga      | Olga      |          |           |
| Olimpia         | Olympe   | Olimpia        | Olímpia    | Olímpia   |          | Olimpia   | Olimpia   |          | Olympia   |
| Olivia          | Olive    | Olivia         | Olívia     | Olívia    |          | Olivia    | Olivia    |          |           |
| Orchidea        |          |                |            |           |          |           |           |          |           |
| Orsola          | Ursule   | Ursula         | Úrsula     | Úrsula    | Orsula   | Úrsula    | Ursula    | Ursula   |           |
| Ortensia        | Hortense | Hortensia      | Hortênsia  | Hortensia |          | Hortensia | Hortensia |          | Hortensia |
| Ottavia         | Octavie  | Octavia        | Otávia     | Octàvia   |          | Octavia   | Octavia   |          | Octavia   |

### P
| Italiano   | Francese   | Spagnolo  | Portoghese | Catalano    | Occitano         | Galiziano | Romeno    | Romancio  | Latino      |
| ---------- | ---------- | --------- | ---------- | ----------- | ---------------- | --------- | --------- | --------- | ----------- |
| Pamela     | Pamela     | Pamela    | Pamela     | Pamela      |                  | Pamela    | Pamela    |           |             |
| Paola      | Paule      | Paula     | Paula      | Paula       |                  | Paula     | Paula     |           | Paula       |
| Pasqualina | Pascaline  | Pascuala  |            | Pasquala    |                  |           |           |           |             |
| Patrizia   | Patricia   | Patricia  | Patrícia   | Patrícia    |                  | Patricia  | Patricia  |           | Patricia    |
| Penelope   | Pénélope   | Penélope  | Penélope   | Penèlope    |                  | Penélope  | Penelopa  |           | Penelope    |
| Perpetua   | Perpétue   | Perpetua  | Perpétua   | Perpètua    |                  | Perpetua  | Perpetua  |           | Perpetua    |
| Petronilla | Pétronille | Petronila | Petronila  | Petronil•la | Petronilha       | Petronila | Petronela |           | Petronilla  |
| Piera      | Pierrette  | Petra     |            | Pereta      | Peireta, Peiròta | Petra     | Petr(ut)a |           |             |
| Pia        |            | Pía       | Pia        | Pia         |                  |           |           |           |             |
| Polissena  | Polyxène   | Políxena  | Polixena   | Políxena    |                  | Políxena  | Polixena  |           | Polyxena    |
| Porzia     |            | Porcia    | Pórcia     | Pòrcia      |                  | Porcia    |           |           | Porcia      |
| Priscilla  | Priscille  | Priscila  | Priscila   | Priscil•la  |                  | Priscila  | Priscila  |           | Prisc(ill)a |
| Pulcheria  | Pulchérie  | Pulqueria | Pulquéria  | Pulquèria   |                  |           | Pulheria  | Pulcheria | Pulcheria   |

### R
| Italiano     | Francese    | Spagnolo         | Portoghese | Catalano  | Occitano  | Galiziano | Romeno    | Latino     |
| ------------ | ----------- | ---------------- | ---------- | --------- | --------- | --------- | --------- | ---------- |
| Rachele      | Rachel      | Raquel           | Raquel     | Raquel    |           | Raquel    | Rahela    | Rachel     |
| Radegonda    | Radegonde   | Radegunda        | Radegunda  | Radegunda | Radegonda | Radegunda | Radegunda | Radegundis |
| Raffael(l)a  | Raphaëlle   | Rafaela          | Rafaela    | Raf(a)ela |           | Rafaela   | Rafaela   | Raphaela   |
| Raimonda     | Raymonde    | Ramona, Raimunda | Raimunda   | Ramona    |           |           |           |            |
| Rebecca      | Rebecca     | Rebeca           | Rebeca     | Rebeca    |           | Rebeca    | Rebeca    | Rebecca    |
| Regina       | Reine       | Reina            | Regina     | Re(g)ina  |           | Rexina    | Regina    | Regina     |
| Renata       | Renée       | Renata           | Renata     | Renata    | Renada    | Renata    | Renata    |            |
| Riccard(in)a | Richarde    | Ricarda          | Ricardina  | Ricarda   |           |           |           |            |
| Roberta      | Robert(in)e | Roberta          |            |           | Robèrta   |           |           |            |
| Rosa         | Rose        | Rosa             | Rosa       | Rosa      | Ròsa      | Rosa      | Rosa      | Rosa       |
| Rosalia      | Rosalie     | Rosalía          | Rosália    | Rosalia   |           | Rosalía   | Rosalia   | Rosalia    |
| Rosalinda    | Roselinde   | Rosalinda        | Rosalinda  | Rosalinda |           |           |           |            |
| Rosmunda     | Rosemonde   | Rosamunda        |            | Rosamunda |           | Rosmunda  |           |            |
| Rossana      | Roxan(n)e   | Roxana           | Rosana     | Rosana    |           | Roxana    | Roxana    | Roxane     |

### S
| Italiano   | Francese    | Spagnolo    | Portoghese     | Catalano    | Occitano | Galiziano   | Romeno      | Romancio | Latino      |
| ---------- | ----------- | ----------- | -------------- | ----------- | -------- | ----------- | ----------- | -------- | ----------- |
| Sabina     | Sabine      | Sabina      | Sabina         | Sabina      |          | Sabina      | Sabina      |          | Sabina      |
| Sabrina    | Sabrina     | Sabrina     | Sabrina        | Sabrina     |          | Sabrina     |             | Sabrina  |             |
| Samanta    | Samantha    | Samanta     | Samanta        | Samanta     |          | Samanta     | Samanta     |          |             |
| Sara       | Sarah       | Sara        | Sara           | Sara        | Sara     | Sara        | Sara        |          | Sara        |
| Scolastica | Scolastique | Escolástica | Escolástica    | Escolàstica |          | Escolástica | Scholastica | Culastia | Scholastica |
| Selene     | Séléné      | Selene      | Selene         | Selene      |          |             | Selene      |          | Selene      |
| Serena     | Séréna      | Serena      | Serena         | Serena      |          | Serena      | Serena      | Seraina  | Serena      |
| Severina   | Séverine    | Severina    |                | Severina    |          |             | Severina    |          |             |
| Sibilla    | Sybille     | Sibila      | Sibila         | Sibil•la    | Sibilla  | Sibila      | Sibila      |          | Sybilla     |
| Silvana    | Sylvaine    | Silvana     | Silvana        | Silvana     |          | Silvana     | Silvana     |          | Silvana     |
| Silvia     | Sylvie      | Silvia      | Silvia         | Sílvia      |          | Silvia      | Silvia      |          | Silvia      |
| Simona     | Simone      | Simona      |                | Simona      |          | Simona      | Simona      |          |             |
| Sofia      | Sophie      | Sofía       | Sofia          | Sofia       | Sofia    | Sofía       | Sofia       |          | Sophia      |
| Sonia      | Sonia       | Sonia       | Sóniap, Sôniab | Sònia       |          | Sonia       | Sonia       |          |             |
| Speranza   | Espérance   | Esperanza   | Esperança      | Esperança   |          | Esperanza   | Speranţa    |          | Spes        |
| Stefania   | Stéphanie   | Estefanía   | Estefânia      | Estefania   | Estèva   | Estefanía   | Ştefan(i)a  |          | Stephania   |
| Susanna    | Suzanne     | Susana      | Susana         | Susanna     |          | Susana      | Suzana      |          | Susanna     |

### T
| Italiano       | Francese | Spagnolo       | Portoghese | Catalano | Occitano | Galiziano       | Romeno  | Romancio | Latino   |
| -------------- | -------- | -------------- | ---------- | -------- | -------- | --------------- | ------- | -------- | -------- |
| Tamara         | Tamara   | Tamara         | Tamara     | Tamar(a) |          | Tamara          | Tamara  |          |          |
| Tatiana, Tania | Tatiana  | Tatiana, Tania | Tatiana    | Tatiana  |          | Tatiana         | Tatiana |          | Tatiana  |
| Tecla          | Thècle   | Tecla          | Tecla      | Tecla    |          | Tecla           | Tecla   |          | Thecla   |
| Teodora        | Théodora | Teodora        | Teodora    | Teodora  |          | Teodora         | Teodora |          | Theodora |
| Teresa         | Thérèse  | Teresa         | Teresa     | Teresa   | Terèsa   | Teresa, Tareixa | Tereza  | Tresa    | Teresia  |

### V
| Italiano           | Francese            | Spagnolo           | Portoghese                     | Catalano           | Occitano | Galiziano | Romeno    | Latino    |
| ------------------ | ------------------- | ------------------ | ------------------------------ | ------------------ | -------- | --------- | --------- | --------- |
| Valburga           | Walburge, Walpurge  | Valburga           | Valburga                       | Valpurga           |          |           |           | Valpurga  |
| Valentina          | Valentine           | Valentina          | Valentina                      | Valentina          |          | Valentina | Valentina | Valentina |
| Valeria            | Valérie             | Valeria            | Valéria                        | Valèria            |          | Valeria   | Valeria   | Valeria   |
| Vanda, Wanda       | Wanda               | Vanda              | Vanda                          | Vanda              |          | Vanda     | Vanda     |           |
| Vanessa            | Vanessa             | Vanesa             | Vanessa                        | Vanessa            |          |           | Vanesa    |           |
| Vera               | Vera                | Vera               | Vera                           | Vera               |          | Vera      | Vera      |           |
| Veronica, Berenice | Véronique, Bérénice | Verónica, Berenice | Verónicap, Verônicab, Berenice | Verònica, Berenice | Veronica | Verónica  | Veronica  | Veronica  |
| Viola              | Violette            | Violeta            | Violeta                        | Viola              |          | Violeta   | Viorica   |           |
| Virginia           | Virginie            | Virginia           | Virgínia                       | Virgínia           |          | Virxinia  | Virginia  | Virginia  |
| Vittoria           | Victoire            | Victoria           | Vitória                        | Victòria           |          | Vitoria   | Victoria  | Victoria  |

### X
| Italiano | Francese | Spagnolo | Portoghese     | Catalano | Occitano | Galiziano | Romeno | Latino |
| -------- | -------- | -------- | -------------- | -------- | -------- | --------- | ------ | ------ |
| Xenia    | Xenia    | Xenia    | Xéniap, Xêniab | Xènia    |          | Xenia     | Xenia  | Xenia  |

### Z
| Italiano | Francese | Spagnolo | Portoghese | Catalano | Occitano | Romeno |
| -------- | -------- | -------- | ---------- | -------- | -------- | ------ |
| Zoe      | Zoé      | Zoé      | Zoé        | Zoa      |          | Zoe    |